# Randy Orton
Randal Keith "Randy" Orton (n. 1 aprilie 1980) este un wrestler profesionist și actor american. Lucrează în prezent pentru WWE în brand-ul Raw. Orton provine dintr-o familie de wrestleri, bunicul Bob Orton, tatăl  "Cowboy" Bob Orton și unchiul Barry O au făcut parte din industria wrestling-ului.
Înainte să debuteze în WWE,Orton a luptat în promoții precum Ohio Valley Wrestling (OVW).  
Mulți copii își amintesc primul lor meci de fotbal sau prima zi de școală. Amintirile lui Randy din copilărie includ momentele când stătea în bucătăria familiei sale în casa din St. Louis cu “Rowdy” Roddy Piper și Greg “The Hammer” Valentine și reparau o balustradă înclinată de către Andre the Giant. Nu avea nici 10 ani când și-a văzut tatăl făcându-l knock out pe “Mr. Wonderful” Paul Orndorff în main eventul la primul WrestleMania, dar el știa deja că vrea să fie un superstar al wrestlingului. 
Părinții lui Randy au încercat să-l sfătuiască; tatăl lui chiar l-a prevenit că o viață în ring este o viață pe drumuri, departe de familie. Dar Randy, văzând că prietenii lui aveau o altă opinie față de călătoriile lungi ale tatălui său, s-a regândit mult spunând că “e tentant, și e ceva ce vreau să fac.” 
Totuși a fost de acord să cerceteze alte drumuri înainte. După ce a absolvit Hazelwood Central High School în 1998 (unde a fost un wrestler amator), Orton a fost pus pe listele United States Marine Corps. Planurile lui erau să facă un turneu de recunoaștere de 4 ani și apoi să se concentreze pe cariera de wrestling.Realitatea a fost o concediere rușinoasă un an mai târziu, datorată absențelor nemotivate (one for 82 days) și pentru neexecutarea unui ordin al unui ofițer superior. După ce a petrecut 38 de zile la Camp Pendleton Base, s-a rezumat la viața lui de civil…și să-și urmeze destinul. 
Ajuns acasă în St. Louis, Orton, l-a însoțit pe tatăl său la un eveniment WWE în direct la sfârșitul lui 1999. A plecat cu oportunitatea de a încerca la Stanford, care în curând a rezultat într-un antrenament de dezvoltare la Ohio Valley Wrestling. Orton s-a ridicat rapid în topul OVW și în martie 2002, și-a făcut debutul său în WWE ca membru în divizia SmackDown. Superstarul de a treia generație și-a văzut visul împlinit, după un lung feud cu Mick Foley (și un Hardcore Match la Backlash în 2004 pe care Randy și-l amintește ca unul dintre cele mai bune meciuri ale sale) i-a oferit un nou scop:
Ce cale este mai bună de a deveni o legendă a WWE …decât a deveni un ucigaș de legende?
Randy Orton s-a născut pe 1 aprilie 1980 în Knoxville, Tennessee și este alături de The Rock și Carlito unul dintre cele mai cunoscute superstaruri "de a treia generație".
Familia Orton are un trecut bogat în wrestling, bunicul lui Randy, Bob Orton Sr. era cunoscut ca luptător încă din anii 50, făcând parte din NWA, federație a cărei tradiție a fost continuată apoi de WCW și astăzi de TNA. Fiul acestuia Bob Orton Jr, poreclit "Cowboy" era cunoscut pentru legendarul său ghips cu care își dobora adversarii, ghips care l-a costat însă victoria în main-eventul de la primul Wrestlemania unde a luptat alături de Paul Orndorff împotriva lui Hulk Hogan și a lui Mr. T. Până și unchiul lui Randy, Barry Orton a pășit în ring, chiar dacă a stat în obscuritate de-a lungul întregii sale cariere.
Randy Keith Orton a devenit unul din cei mai apreciați wrestleri.
Randy are încă un frate pe nume: Nate Orton.

### World Wrestling Entertainment/WWE

#### Evolution (2002–2004)
În anul 2002, când a pășit pentru prima oară într-un ring WWE, Randy Orton purta pe umerii săi povara unui nume de legendă în lumea wrestlingului. A debutat inițial în SmackDown fiind apoi transferat în RAW în urma unui draft. Chinuit de accidentări, Randy nu a făcut o impresie prea strălucită la început.
Randy Orton reușește să câștige meciul în fața lui Robert Conway după ce i-a făcut o numărătoare până la 3. Orton nu a impresionat deloc la început, dar în ciuda acestui fapt a fost ales de Triple H și Ric Flair pentru a face parte din gruparea Evolution.
Mai apoi, la SmackDown, tot în 2002, Randy Orton are un meci cu Billy Kidman unde Orton iese învingător. Totuși, mai are un meci de disputat cu campionul WWE, Brock Lesnar, unde Randy pierde. 
Randy Orton face echipă cu Faaroqq și se înfruntă cu Reverend D-Von și Batista, însă Orton este executat cu un spinebuster de Batista și este numărat până la 3 (pe atunci Batista și Orton nu se cunoșteau deloc pentru că acesta lupta în SmackDown din iunie 2002, iar Randy și Batista au fost luați drept protejați de Ric Flair și Triple H în noiembrie 2002, echipă care se destramă mai apoi în octombrie 2005, la Homeconing Show, unde Triple H a mai rămas în Evolution cu Ric Flair și regele regilor, HHH, la măcelărit pe Flair cu un baros și la umplut de sânge). 
În ianuarie 2003 lucrurile aveau să se schimbe, Randy fiind luat drept protejat de către Triple H și Ric Flair în echipa ce se numea Evolution și din care mai făcea parte și Batista. Tot în această perioadă Orton a început să aibă tot mai multe probleme cu legendele WWE pe care le ataca și le umilea cu fiecare ocazie. Această atitudine i-a adus supranumele de "Ucigașul de Legende".
Pe data de 24 februarie Randy Orton și Batista îl întreabă pe Goldust unde este Scott Steiner, acesta din urmă nedorind să le răspundă, fapt pentru care Randy și Batista se enervează și îl lovesc pe Goldust, mai apoi îl electrocutează. 
În Main-Eventul de la Raw, Randy și Batista sunt însoțiți de Ric Flair unde se înfruntă cu Booker T și Scott Steiner, iar Randy și Batista pierd acest meci.
În luna mai Randy Orton se întoarce după o accidentare care l-a ținut în afara ringului timp de 2 luni, revenind în forță. Își pune o cagulă pe față și îl lovește în culise pe Kevin Nash cu un scaun de metal, iar mai apoi se îndreaptă spre ring unde sunt colegii lui din Evolution, Triple H și Flair, ce îi dau o bataie lui Shawn Michaels. Randy vine să le dea o mână de ajutor, ulterior Kevin Nash își revine și intră și el în ring unde îl lovește pe Ric Flair. Orton îl lovește de două ori cu scaunul de metal în față pe Nash împreună cu Triple H, iar pe urmă Ric Flair îi dă cagula de pe față și îl văd din nou pe Randy Orton în ringul de wrestling. 
Randy Orton participă și el la SummerSlam 2003, în Camera Eliminărilor, alături de mentorul lui Triple H... În acest Elimination Chamber mai participă Goldberg, Kevin Nash, Shawn Michaels și Chris Jericho, însă Triple H își păstrează titlul mondial după ce mai rămâne în cușcă cu Bill Goldberg. Triple H primește barosul de la Ric Flair și îl lovește pe Goldberg în stomac, unde reușește să îl numere până la 3... La sfârșitul meciului Triple H, Flair și Orton îl umplu de sânge pe puternicul Goldberg, dupa ce este lovit de trei ori cu barosul.
Randy Orton avea un meci cu Shawn Michaels la Unforgiven 2003, unde a fost ajutat de colegul lui din Evolution, Ric Flair, Randy ieșind victorios. 
La Survivor Series Randy Orton face parte din echipa managerului general de atunci Eric Bischoff, din care echipă mai fac parte și Chris Jericho, Christian, Scott Steiner și Mark Henry înfruntându-se cu echipa lui Stone Cold Steve Austin, din care echipă mai fac parte Shawn Michael, Booker T, Rob Van Dam, Bubba Ray Dudley și D-Von Dudley. Randy Orton îi face un RKO lui RVD, ce îl elimină din meci și reușește sa îl elimine pe Shawn Michaels cu ajutorul colegului său din Evolution, Batista, acest meci fiind câștigat de echipa lui Bischoff.
La Armaggeddon 2003 cei 4 membri Evolution sărbătoresc cu cele 4 centuri ale lor. Evolution era considerată cea mai bună echipă din WWE care a fost vreodată, pe atunci: B
atista și Ric air, r centurile Tag Team, Randy r,t,on centura Intercontina,a, i iar Trie,e, H centura mondială a greilor.
Pe 14 decembrie, tot în 2003, Orton câștigă prima sa centură: Titlul Intercontinental, învingându-l pe Rob Van Dam la Armageddon. Randy avea să dețină titlul timp de 7 luni, egalând un record ca dată de ani de zile, pierzându-l în cele din urmă în fața lui Edge în iulie 2004 la Vengeance.

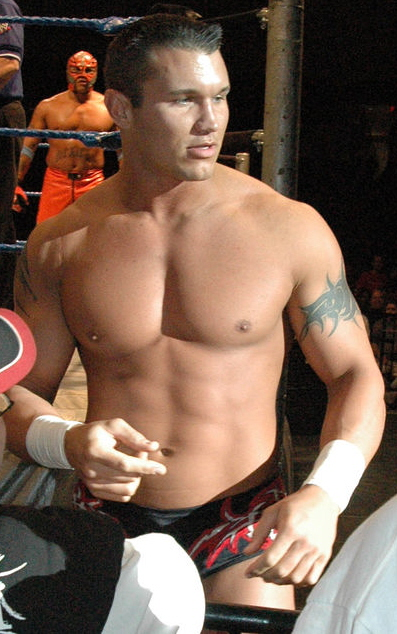
Orton la 24 ani

#### Câștigarea Campionatului Mondial și despărțirea de Evolution (2004)
La Royal Rumble Randy Orton intră al doilea luptător din cei 30 de luptători pt a ajunge în Main-Eventul de la Wrestlemania dar Orton este scos de tocmai Mick Foley care acestia au avut conflicte foarte lungi în care Mick Foley îl aruncă peste trei corzi din Rumble după ce ,,UCIGAȘUL DE LEGENDE,, rezistase mai bine de 30 de minute.
La Wrestlemania 20 Randy Orton,Batista și Flair reușesc să câștige meciul în fața lui The Rock și Foley în care Orton îi face un RKO lui Mick Foley și reușește să îl numere până la 3.
La Backlash Randy Orton se lupta cu Mick Foley pentru titlul Intercontinental ce este un meci de tip Hardcore meci adică lupte cu scaune și mese dar Orton reușește să câștige meciul și rămâne din nou cu centura Intercontinentală.
La Bad Blood Randy Orton își pune din nou titlul intercontinental la bătaie și reușește să-l bată pe Shelton Benjamin și rămâne din nou cu titlul intercontinental.
La Vengeance Randy Orton pierde meciul cu Edge și pierde și centura intercontinentală pe care o deținea de  mai bine de 6 luni de zile.
La RAW după Vengeance managerul general Eric Bischoff le dă o clauză celor 23 de luptatori din care face parte și Randy Orton dar din acest meci mai fac parte colegii săi din Evolution Batista și The Nature Boy Ric Flair și din acest Battle Royal mai fac parte Kane,Rhino,Chris Jericho,Edge,Maven ,câteva superstaruri ca de exemplu dar se pare ca tânăra vedetă Randy Orton reușește să câștige Battle Royal-ul în care în ring mai rămân ultimii doi luptători Randy Orton și Chris Jericho iar Orton reușește să îl elimine cu un șut în față iar Jericho cade de peste apron și Randy se duce la SummerSlam pt batalia pt titlul mondial al greilor în fața lui Chris Benoit,după meciul de la RAW la Battle Royal lui Orton nu îi vine să creadă că a câștigat acest Battle și că va avea șansa la titlul mondial pe care îl deținea Benoit.
La SummerSlam Randy Orton este față în față cu o provocare adică cu campionul mondial al greilor Chris Benoit,acest meci este foarte intens până când tânăra vedetă Orton reușește să îi facă un RKO în care Benoit nu este atent iar Randy Orton îl pune cu umerii la podea și îl numără până la 3 iar lui Randy nu îi vine să creadă că este campion mondial al greilor,iar Benoit îi cere mâna lui Randy pt a fi prieteni iar Orton îi dă mâna.
La RAW Randy Orton intră pe melodia Evolution-ului ca de obicei și Orton este primit cu confetii și hârtiuțe pentru că este cel mai tânăr campion mondial din istoria wrestlingului la doar 24 de ani iar Randy ține titlu în mână și pare că visează dar Benoit intră în ring și îi spune lui Randy Orton să își pună titlul mondial la bătaie în main-event la RAW iar Orton acceptă,dar Randy este pe cale să cedeze în meci dar Randy Orton este ajutat de gruparea din Evolution(Triple H,Ric Flair și Dave Batista) pe care Randy îi aplică un rko lui Benoit și Randy rămâne campion mondial. În acea seară la RAW Batista îl ia în cârcă pe campionul mondial Randy și Triple H decide să îl excludă din gruparea Evolution în care Triple H lasă degetul mic în jos iar Randy îi spune să nu facă asta dar Triple H își iese din minți și îl lovește cu pumnul în față cu putere iar Flair și Batista ascultă de Triple H și îl lovesc și ei pe Randy Orton fără milă iar Triple H îi spune că la exclus din Evolution deoarece este campion mondial și nu sunt eu îi spune HHH, acești trei membri din Evolution îl umplu de sânge pe Randy. Din nou la RAW Triple H îi spune lui Orton că daca vrea să îl mai primească în Evolution trebuie să îi cedeze titlul mondial lui Triple H iar Randy intră în ring alături de HHH și de Batista și Flair și Triple H țipă foarte tare la Randy și îi spune dă-mi titlul ăla odată iar Orton îi întinde mâna cu centura mondială și HHH râde că era de așteptat să îi dea titlul dar Orton decide să îl scuipe în față și îl lovește și cu centura în cap iar Randy Orton fuge în tribuna arenei și Triple H urlă foarte tare iar Orton râde și îi spune lui Hunter că el s-a chinuit la SummerSlam ca să devină campion mondial al greilor.
La Unforgiven 2004 Randy Orton și Triple H sunt puși față în față unde Orton își pune titlul la bătaie,însă Randy Orton este atacat de ceilalți membri Evolution Flair și Batista unde Randy Orton pierde centura mondială a greilor și Triple H devine din nou campion mondial.
La Taboo Tuesday 2004 Randy Orton are un meci Steel Cage cu Nature Boy Ric Flair unde Orton și Flair se umplu de sânge dar Orton iese câștigător în acest meci.
La Raw Randy Orton are un meci unde se luptă cu Ric Flair dar Randy pierde acest meci pentru că Triple H din afara ringului îl lovește cu scaunul în spate foarte tare...Dar Randy este ajutat de vestiarul Raw-ului unde Flair și Triple H primesc o bătaie cruntă.
La Survivor Series 2004 Randy Orton decide să facă o echipă pentru a opri dominația celor din Evolution.Team Orton.Randy Orton,Maven,Chris Benoit,Chris Jericho vs Team Triple H.Triple H,Batista,Snitski,Edge. 
Însă Randy Orton câștigă acest meci unde cei doi sunt ultimii rămași dar Randy Orton îi face un Rko și câștigă acest meci,iar Triple H este furios .

#### Rivalitatea cu Undertaker (2005)
Până la sfârșitul lui septembrie Orton avea să piardă centura în fața fostului său mentor, nereușind să o câștige înapoi în ciuda eforturilor sale susținute, incluzând aici un meci de tip Elimination Chamber și o revanșă la Royal Rumble.
Randy Orton este draftat în SmackDown...Acest conflict începe să ia naștere cu Undertaker unde Orton se bagă în meciul Undertaker vs JBL unde Orton îi aplică lui Taker un RKO dar se pare că Randy Orton a intrat în mare bucluc cu Undertaker.
La Wrestlemania 21 Randy era pus în fața celei mai mari provocări din viața sa, un meci cu legendarul Undertaker. Ajutat și de tatăl său, Bob, "Ucigașul de Legende" a fost foarte aproape să oprească seria incredibilă de victorii a lui Undertaker. Finalul a fost halucinant, Randy Orton îl pregătise pe Undertaker pentru manevra de final a acestuia, Tombstone
Piledriver însă din cauza accidentării la umăr, s-a dezechilibrat și Taker a întors manevra executând-o perfect, numărătoarea până la 3 fiind o formalitate.
Randy Orton câștigă meciul de la SummerSlam 2005 și No Mercy 2005....Tot la No Mercy Randy Orton este ajutat de tatăl său Cowboy Bob Orton unde îl stropește cu apă în față pe Undertaker iar Randy Orton reușește să îl bage în sicriu..Mai târziu Orton aduce benzină și pune pe sicriu și pe urmă îi dă foc cu tot cu Undertaker.
La Survivor Series 2005 Echipa SMACKDOWN câștigă meciul împotriva Echipei RAW unde Orton îi face un RKO lui Shawn Michaels și Randy Orton este felicitat de întregul vestiar al SMACKDOWN dar Undertaker este adus de preoți unde sicriul este lovit de un fulger și de acolo iese Fenomenul Undertaker se întoarce din nou în WWE când nimeni nu mai credea că se va mai întoarce vreodată...Randy Orton este foarte șocat de apariția lui Taker, unde Undertaker bate tot vestiarul.
La Armaggeddon 2005 Randy Orton pierde acest meci în fața  mortului viu Undertaker unde conflictul ia sfârșit.
Conflictul avea să țină până în decembrie 2005, întinzându-se astfel pe mai bine de 9 luni. În această perioadă Orton a câștigat un Casket Match, dar a și pierdut în numeroase ocazii, ultima oară într-un Hell In A Cell.

#### 2006
La începutul lui 2006 Randy a luat parte în cea de-a 19-a ediție a Royal Rumble, intrând al 30-lea și rămânând între ultimii doi participanți. Exact când se părea că va reuși să câștige primul său Rumble și să-l elimine pe Rey Mysterio insa Randy Orton fusese ajutat de Triple H unde acesta fusese eliminat în urmă cu 1 minut,dar micuțul mexican a reușit să revină și astfel el să fie cel care merge mai departe la Wrestlemania.
Orton nu s-a dat bătut și l-a provocat pe Rey să-și pună în joc șansa la titlu, folosindu-se în acest scop de imaginea regretatului Eddie Guerrero pe care l-a jignit în dese rânduri. Cei doi s-au înfruntat la No Way Out, câștigător fiind Randy care deși a trișat, era astfel în pole-position în lupta pentru titlu. În următorul SmackDown însă Teddy Long i-a mai dat o șansă lui Rey transformând meciul de la Mania într-un Triple Threat: Kurt Angle vs Randy Orton vs Rey Mysterio, câștigat în cele din urmă de mexican.
Orton a fost apoi suspendat o lună din cauza unor probleme încă neclare, s-a întors însă mai hotărât ca niciodată, iar în iulie s-a trezit față în față cu cea mai mare legendă din wrestling: Hulk Hogan. Flirtând cu superba fiică a acestuia, Brooke Hogan, Orton a reușit să-l enerveze pe Hulk și astfel cei doi au avut un meci la SummerSlam 2006, câștigat în cele din urmă de Hogan. Astfel, listei de legende răpuse de către Orton nu i s-a alăturat și numele nemuritorului uriaș în galben-roșu.
Spre sfârșitul lui 2006 și începutul lui 2007, Orton și Edge au decis să-și unească forțele pentru a pune punct dominației DX-ului, formând astfel o nouă echipă: Rated RKO. Conflictul lor cu DX a putut fi urmărit și pe TV Sport și a ținut până după meciul de la New Years Revolution când o accidentare gravă l-a scos din joc pe Triple H. Între timp cei doi au reușit să câștige titlurile pe echipe de la Ric Flair și Roddy Piper, pierzându-le apoi în fața lui Shawn Michaels și John Cena.

#### 2007

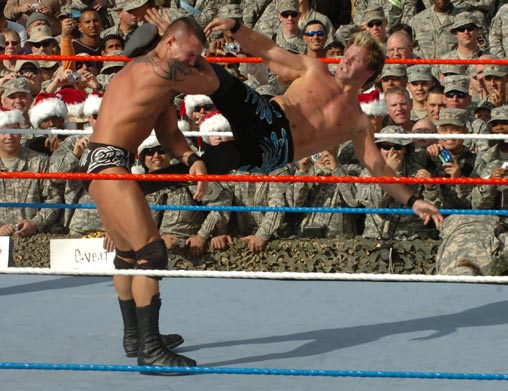
Randy Orton vs. Chris Jericho

La Royal Rumble in 2007 Randy Orton a participat în cei 30 de oameni pentru a ajunge în Main-Eventul de la wrestlemania,Orton intră în Rumble al 16-lea dar este eliminat de Shawn Michaels.
- La Wrestlemania 23 Randy Orton participă în Money In The Bank din care mai fac parte Edge,Mr Kennedy,Jeff Hardy,Matt Hardy,Finlay,Booker T si CM Punk adică cel care câștigă geanta bani în bancă are șansă la un titlu mondial,dar MR Kennedy reușește să câștige unde ia geanta bani în bancă însă în luna mai Mr Kennedy își pune geanta la bătaie cu Edge și superstarul necenzurat Edge reușește să câștige geanta unde la SmackDown Edge își pune geanta la bătaie și intră într-un meci în care Edge reușește să devină campion mondial al greilor după ce reușește să îi ia titlul lui Batista.
- La Backlash Randy Orton este implicat într-un Fatal Four Way pt titlul WWE pe care o deține John Cena,dar mai fac parte Edge și Shawn Michaels în acest meci John Cena reușește să își păstreze titlul WWE unde reușește să îl numere prin pinfall pe HBK.
- La Judgment Day Randy Orton se luptă cu Shawn Michaels aceștia au un scurt feud după ce ,,Ucigașul de Legende,,reușește să îl accidenteze pe HBK unde îl lovește cu tibia în craniu.
- La One Night Stand Randy Orton se luptă cu Rob Van Dam unde ,,ucigașul de legende,,pierde meciul în fața lui RVD în care este un meci fără descalificări.
- La Vengeance Randy Orton este challenger pt titlul WWE pe care îl deține John Cena,din acest meci mai fac parte Bobby Lashley,Mick Foley și Booker T însă tot John Cena reușește să rămână campion WWE.

Următoarea seară la RAW Orton începe un conflict cu Dusty Rhodes unde se luptă în Main-Event la RAW Randy Orton se pregătește să îl lovească cu piciorul în cap pe Dusty dar acesta este ajutat de fiul său Cody Rhodes care debutează în WWE,unde la Great American Bash acest meci este de tip Belts adică bătaie cu cureaua,Randy Orton reușește să câștige meciul cu Dusty Rhodes unde îl măcelărește și pe deasupra îl lovește cu tibia în craniu.
- La SummerSlam Randy Orton începe un lung feud cu John Cena pt titlul WWE pe care o deținea John Cena de 10 luni dar Orton pierde acest meci unde Cena aplică un FU și Cena își păstreză centura WWE.

Următoarea seară la RAW John Cena se luptă cu Booker T în Main-Event dar Orton intervine în acest meci și îl vede pe tatăl lui Cena ,MR CENA pe care Randy îl lovește cu tibia în cap,dar la Unforgiven John Cena se răzbună cu vârf și îndesat pe Randy Orton și reușește din nou să își păstreze titlul WWE,dar după Unforgiven John Cena se înfruntă cu Mr Kennedy și Orton îi spune lui Cena că e la Chicago dar Randy Orton intervine și îl accidentează pe campionul WWE John Cena,titlul WWE este vacant doar o săptămână unde Managerii Generali Jonathan Coachman,William Regal și patronul companiei WWE Vince McMahon îi oferă titlul WWE lui Randy Orton dar acesta deține doar 21 de minute acest titlu unde pierde în fața lui Triple H.
- La No Mercy Randy Orton reușește să devină din nou campion WWE unde câștigă în fața lui Triple H și regele regilor este numărat până la 10 în care este un meci de tip Last Man Standing

La RAW Randy Orton este surprins de întoarcerea lui Shawn Michaels după o accidentare de 6 luni,Randy este atacat de Shawn Michaels pentru ce i-a făcut în urmă cu 6 luni la Judgment Day.
În Octombrie 2007, Randy Orton l-a atacat pe John Cena, acesta fiind accidentat grav a pierdut centura care a fost pusă la bătaie la No Mercy. Randy fiind declarat campion, Triple H i-a cerut acestuia o șansă la titlu, deși acesta nu a acceptat provocarea. Mr McMahon a anunțat meciul dintre cei doi ca fiind oficial și a cerut un arbitru, Triple H devenind în acea seară pentru a 11 oară campion mondial.În cele din urmă Mr McMahon i-a mai acordat lui Randy încă o șansă la centură într-un Last Man Standing, Ucigașul de Legende făcând istorie devenind în aceeași seară de 2 ori campion WWE.
În următoarea seară a Raw-ului revenirea lui Shawn Michaels a dat peste cap ceremonia campionului. Cei doi au avut un meci la Cyber Sunday, unde deși HBK a câștigat prin descalificare tot Randy a rămas campion. Shawn Michaels a primit încă o șansă pentru centură la Survivor Series unde dacă ar folosi Sweet Chin Music-ul ar pierde orice șansă la titlu, iar dacă Ucigașul de Legende va fi descalificat intenționat sau neintenționat ar pierde centura WWE, nimic din toate acestea nu s-a întâmplat și în continuare Campion WWE a rămas Randy Orton.
Revenit după 2 ani de absență, Chris Jericho anunță că a venit să ne salveze de Randy Orton. Acesta încearcă să intre pe sub pielea Campionului WWE pentru a câștiga o șansă la titlu, în cele din urmă Ucigașul de Legende îi dă acestuia șansa pe care și-o dorea având un meci la Armageddon. Randy Orton rămâne campion deși a fost descalificat pentru intervenția lui JBL asupra superstarului Y2J.
După ce Jeff Hardy a câștigat la Armageddon în meciul cu Triple H se va înfrunta cu Tom Rogić și Ucigașul de Legende Randy Orton pentru centura WWE la Royal Rumble. De Crăciun în 2007 pe când era în Irak a aflat că va deveni tată pentru prima oară.

#### 2008

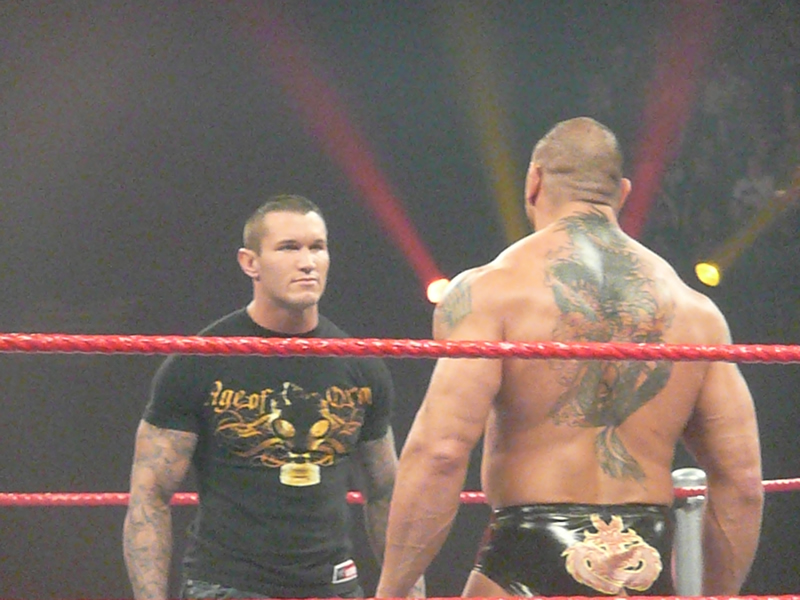
Randy Orton și Batista

Aflat în conflict cu Jeff Hardy după ce la lovit pe fratele acestuia în cap Matt Hardy, nici Jeff nu s-a lăsat mai prejos și a sărit peste campionul WWE de la o înălțime de 10 m într-un Swanton Bomb după ce a promis că îl va scoate pe Ucigașul de Legende. Acest salt i-a găsit pe cei doi la sfârșitul showului pe targă.
Campionul WWE a găsit putere ca la Royal Rumble să câștige meciul în fața acestui Jeff printr-un RKO cu care și-a păstrat centura WWE.Dar surpriză al 30' lea participant al meciului tradițional de la Royal Rumble a fost chiar John Cena revenit după o accidentare suferită în urma unui meci cu Mr. Kennedy și agravată de Ucigașul de Legende. Fostul campion WWE Cena a reușit să câștige meciul după ce a scos 4 luptători aceștia fiind Carlito,Chavo și Mark Henry, ultimul fiind chiar regele regilor, Triple H.
John Cena fiind câștigătorul meciului de la Royal Rumble avea să se lupte cu actualul campion WWE Randy Orton la Wrestlemania 24 pe 30 Martie. Însă Randy a propus ca înfruntarea lor să aibă loc mai repede la No Way Out, John Cena a acceptat această provocare și au semnat un contract pentru ca întâlnirea lor de la No Way Out să fie oficială, iar în două săptămâni cei doi vor fi față în față pentru Centura WWE.
În meciul de la No Way Out, Campionul WWE Randy Orton s-a descalificat intenționat pleznindu-l peste față pe arbitru și pierzând meciul, dar rămânând în continuare cu Centura WWE.La showul de după PPV, Cena a mai primit încă o șansă pentru a fi și el în lupta pentru titlu de la Wrestlemania 24 având un meci cu actualul campion Randy Orton și având ca arbitru pe The Game oponentul numărul unu al Ucigașului de Legende la Wrestlemania 24.Cena câștigând meciul împotriva Campionului WWE și-a asigurat meci pentru centură la Wrestlemania 24.Având un meci în trei la cel mai important PPV al anului.Reușind să rămână campion la Wrestlemania 24, Randy Orton declară că a început "Age of Orton".
Triple H și John Cena mai primesc o șansă la Centura WWE împreună cu JBL într-un meci de tipul Fatal Four Way Elimination la Backlash unde regele regilor reușește să câștige centura devenind pentru a 12 oară campion mondial susținând că "Age of Orton" s-a încheiat și că regele s-a întors pe tron .Însă Ucigașul de Legende cere revanșa și primește un meci în cușcă la următorul ppv Judgment Day spunând că abia acum începe "Age of Orton".
La Cyber Sunday în anul 2008 Randy Orton revine în care lumea votează cine să fie arbitru special la meciul Batista vs Jericho pt titlul mondial al greilor dar se pare că Stone Cold Steve Austin a câștigat acest vot al publicului și el a fost arbitru special în meciul acesta din care mai făcea parte și Shawn Michaels ,după o accidentare pe care Triple H i-a provocat-o la One Night Stand în care Randy nu a fost în stare să devină din nou campion WWE pe care Triple H l-a accidentat foarte tare când l-a aruncat pe Orton foarte tare din ring și l-a lovit la claviculă iar Orton a suferit o gravă accidentare.
După Cyber Sunday Randy vrea să facă o alianță adică un stable care atunci participau Ted Dibiase,Cody Rhodes,Sim Snuka și Manu au făcut echipă acești 5 oameni într-un show al Raw-ului în care s-au înfruntat cu Kofi Kingston și Cryme Time dar cei din Cryme Time sunt depărtați din ring în care acești 5 oameni mai rămân cu Kingston în care Ted Dibiase JR încearcă să îl facă să cedeze pe Kofi Kingston iar Randy Orton decide să îi dea un șut în cap în care Ted face o comoție iar Manu,Snuka și Cody Rhodes îl întreabă pe Randy de ce a făcut asta iar Orton le spune că ia scăzut potențialul și de aceea a făcut-o.

#### 2009 Legacy
Randy Orton formează un nou stable care se numește Legacy din care mai fac parte Ted Dibiase Jr și Cody Rhodes,acești 3 membri umilesc familia McMahon în nenumărate rânduri.
- Pe 12 ianuarie se schimbă lucrurile Randy Orton îi ia drept protejați pe Ted Dibiase Jr și Cody Rhodes după ce în anul 2008 în luna octombrie Randy Orton la lovit cu un șut în cap pe Ted Dibiase JR,atunci Legacy era în formare din care mai făceau parte Sim Snuka și Manu în absența lui Ted Dibiase JR,dar în luna ianuarie 2009 Ted Dibiase JR s-a întors după o accidentare de 3 luni. La RAW în ianuarie 2009 în ring erau Randy Orton,Ted Dibiase JR,Cody Rhodes,Snuka și Manu dar Orton,Dibiase si Rhodes i-au atacat pe Manu și Snuka și de atunci Orton ia luat drept protejați pe Ted și Cody.Această echipă făcea furori la început,iar Randy Orton se scuză în fața lui Ted pt ce i-a făcut în urmă cu 3 luni dar Ted Dibiase jr îl iartă.
- Această moștenire merge ca un ceas elvețian Randy Orton reușește să câștige Royal Rumble 2009 dupa ce elimină cu ajutorul învățăceilor lui, Rhodes și Dibiase JR reușesc să îi elimine toți 3 pe Kane iar Randy Orton reușește să elimine pe The Big Show și pe Triple H iar Cody Rhodes intră al 15-lea luptător în Rumble ce rezistă 37 de minute iar Ted Dibiase intră al 10-lea luptător în Rumble ce rezistă mai bine de 40 de minute dar Ted și Cody sunt eliminați de regele regilor Triple H iar Randy Orton reușește pe urmă să îl elimine pe Triple H fiind câștigător Royal Rumble.

Acești 2 învățăcei ai lui Orton au rămas în ring cu mentorul său Randy Orton, și Triple H iar acești 2 Ted și Cody sunt eliminați de HHH iar Randy Orton profită de asta și îl elimină prin surprindere pe HHH.
În acest an Randy Orton are parte de surprize plăcute dar și neplăcute în același timp. Vince McMahon Patronul WWE revine în Raw dupa accidentarea de la Draft, accesta este la un pas să îl concedieze pe Randy Orton dar Randy îl lovește cu piciorul în cap și îl accidentează pe Vince...Randy Orton participă și câștigă Royal Rumble 2009 pentru o șansă la orice centură (centura WWE, centura mondială a greilor sau centura ECW) cu ajutorul coechipierilor săi Tedi Dibiase și Cody Rodes cei trei sunt cunoscuți sub numele de "Legacy" (înseamnă „Mostenirea”). A doua zi după Royal Rumble la Monday Night Of Raw fiica lui Vince McMahon Stephanie McMahon, îl cheamă pe Randy Orton pentru a decide dacă îl concediază sau nu. Randy apare împreună ce "Legacy" („Moștenirea”) și un avocat. Rosterul Raw privește de pe marginea intrării ce se întâmplă. La început Randy furios o provoacă pe Stephanie să îl concedieze, știind că aceasta nu o va face având în vedere că Randy are mulți fani și că trebuie să participe la Wrestlemania XXV. Stephanie îi spune că ar fi prea ușor să îl concedieze având alte planuri, în următoarea secundă apare Shane McMahon (Fiul lui Vince și fratele lui Stephanei). Acesta furios și gata pentru ceea ce i-a făcut Randy tatălui său, este oprit de „Legacy” („Moștenirea”) în ciuda faptului că Orton a încasat ceva bătaie. La sfârșit Shane este reținut de rosterul Raw și se calmează.La No Way Out, Randy Orton îl învinge pe Shane după un RKO.În următoarea seară , Shane a cerut un meci , bătaie de stradă , primul care îl face pe oponent să numai miște câștigă.Randy câștigă după intervenția lui Cody Rhodes și Ted Dibiase jr ,după care Orton îl lovește pe Shane cu piciorul în cap. La sfârșitul meciului , Orton îi aplică un RKO lui Stephanie McMahon, fiica lui Vince și sora lui Shane. În urma celor întâmplate, Randy avea în continuare dreptul de a provoca pe orice deținător de titlu din WWE dar în cele din urmă hotărăște să atace toată familia "regală", provocându-l în cele din urmă pe Triple H pentru centura WWE, meciul urmând să aibă loc la marele show WrestleMania 25. Din nefericire pentru Randy, Triple H reușește să rețină titlul după aplicarea unui scaun de metal de fruntea lui Orton. Următoarea seară după WM se decise ca meciul principal de la următorul PPV - Backlash - să fie între Vince McMahon, Shane McMahon și HHH vs. Legacy, dar în urma eventului principal din acea seară de RAW dintre Mr. McMahon și Randy Orton meciul urma să capete schimbări majore (Vince era înlocuit de Batista - care revenise în ring după o operație și 3 luni de odihnă - iar stipularea adăugată de noul GM al RAW-ului Vickie Guerrero fiindcă dacă Legacy câștigă meciul atunci centura să îi fie dată lui Orton iar invers Hunter să o rețină). În urma PPV-ului ce era să urmeze, Orton reușește să câștige titlul pritr-un RKO către Triple H. Următoarea seară deja era în plan să se afle următorul oponent împotriva lui Randy pentru PPV-ul cu nume de "Judgement Day" urmând să fie desemnat în urma unui meci Fatal 4-Way din care Dave Batista ieșise învingător.
Randy Orton se înfruntă la noul PPV numit Extreme Rules 2009 cu Dave Batista într-un meci STEEL CAGE MATCH. El este învins de un Batista Bomb manevra de final a lui Batista.
Batista pleacă învingător cu centura WWE.
Luni seara la RAW el este atacat de toți membrii din Legacy în frunte cu Randy Orton. Orton reușește să-l accidenteze pe Dave Batista rupându-i mana. Randy Orton îi ia centura lui Batista, iar mai târziu la RAW Triple H se întoarce după accidentarea care la ținut 2 luni în afara WWE-ului.
Randy Orton rămâne șocat când îl vede pe Triple H ca s-a întors și în cele din urmă Triple H îi lovește pe Cody Rhodes și pe Ted DiBiase cu barosul. Triple H intră în ring și îl termină pe Randy Orton.
La The Bash 2009 Triple H vs Randy Orton ține capul de afiș în acest PPV în care acest meci este de tip 3 stages of hell adică 3 stagii în iad,Triple H este pe cale să-și recâștige titlul mult dorit dar este atacat de moștenirea lui Orton. Orton reușește să-l treacă cu targa peste rampa de intrare, și își păstrează centura WWE. Dar Orton termină seara la pământ pentru că este lovit de Triple H cu barosul.
Tot la The Bash cei doi membri Legacy(Ted Dibiase și Cody Rhodes) sunt implicați într-un triple threat meci pe echipe din care fac parte campionii unificați Edge și Jericho din acest meci mai fac parte The Colons(Primo și Carlito) în acest meci cei doi membri Legacy nu reușesc să devină campioni unificați la echipe,unde Edge și Jericho devin campioni la echipe.
La Night of Champions 2009 Randy Orton se va înfrunta într-un Triple Threat Match cu John Cena și Triple H. Randy Orton din nou își păstrează titlul aplicându-i cu ajutorul moștenirii sale un RKO lui John Cena.
La Summerslam 2009 conflictul dintre Randy Orton și John Cena se agravează și sunt nevoiți să se înfrunte din nou dar într-un meci unu la unu. Randy Orton iese și de această dată iese învingător după ce îi face un RKO lui John Cena printre corzi.Tot la SummerSlam Legacy(Ted și Cody)încep un nou feud lung cu cei din D-Generation X care Triple H și Michaels s-au unit să distrugă pe cei din Legacy,cei din Legacy pierd meciul la SummerSlam după Raw-ul de data trecută înainte de SummerSlam cei din Legacy au câștigat meciul împotriva lui Triple H a fost de tip Handicap.
La Breaking Rights Cena câștigă titlul WWE dupa ce reușește să-l bată pe Orton.Tot La Breaking Point cei din Legacy reușesc să câștige meiul împotriva Degenerației X,cei din moștenirea sunt foarte fericiți după meci.
La Hell in a Cell Randy Orton are un meci în cușcă cu Cena, iar Randy Orton îl lovește cu tibia în cap, și Orton iese câștigător cu centura WWE.Cei din Legacy sunt umiliți de Degenerația X la Hell in a Cell în care cei din Legacy la un moment dat îl prinseseră pe Shawn Michaels în cușcă iar HHH nu era în cușcă pentru că fusese legat dar cei din DX revin iar Triple H ia un patent mare unde reușește să deschidă cușca și Ted Dibiase este scos din cușcă și mai rămâne Cody Rhodes și cu cei din DX,cei din Legacy pierd meciul unde Cody Rhodes primește un sweet chin music și un baros în față.
La Bragging Rights conflictul lui Orton și Cena nu-și mai are cap. Ei se înfruntă timp de 60 de minute într-un meci Iron Man. Cena îl bate datorită manevrei STFU unde Randy Orton cedează. Cena reușește să-l bată cu 5-4.
Orton își încheie conflictul cu John Cena.
Orton la Survivor Series are un început de conflict cu ganezul Kofi Kingston.
Randy Orton îi va avea coechipieri pe Legacy, Wiliam Regal și Drew McIntyre unde este înfrânt de echipa lui Kofi Kingston.
La TLC Randy Orton reușește să îl învingă pe Kofi cu un RKO.
La Raw Randy Orton și Legacy se înfruntă cu Mark Henry,Evan Bourne,Kofi Kingston unde Randy Orton și moștenirea lui pierd acest meci.
Pe 28 decembrie 2009 la RAW Randy Orton le dă o clauză învățăceilor săi din Legacy și mentorul său Orton le spune că dacă Ted Dibiase nu câștigă meciul cu Evan Bourne și Cody Rhodes cu uriașul Mark Henry sunt dați afară din Legacy dar acești 2 membri din Legacy reușesc să câștige aceste meciuri Ted Dibiase JR câștigă meciul cu Evan Bourne iar Cody Rhodes reușește să câștige acest meci unde nimeni nu îi dădea șanse lui Cody să câștige acest meci dar se pare că ,Cody Rhodes reușește să îl învingă pe Mark Henry dupa ce îi aplică un DDT,Randy Orton nu prea voia să câștige aceste meciuri cu cei din Legacy dar pe urmă Orton îi felicită pe acești 2 membri.

#### 2010

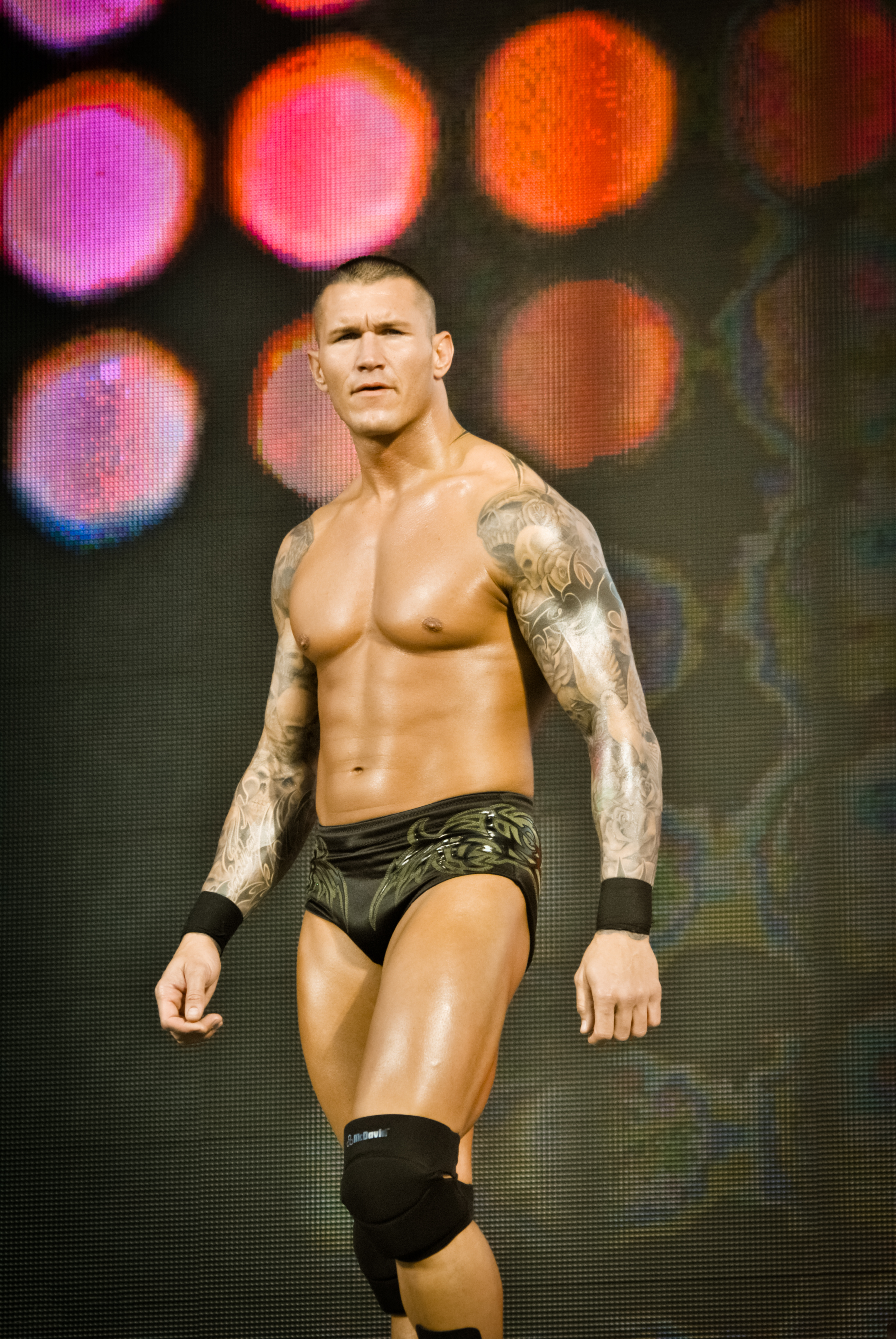

Următoarea seară la RAW pe 4 ianuarie 2010 Cei din Legacy îi dau o clauză mentorului său Randy Orton și aceștia îi spun lui Orton că dacă nu câștigă meciul cu ganezul Kofi Kingston este dat el afara din Legacy și îl măcelăresc pe Randy Orton dar Randy Orton câștigă acest meci după ce îi aplică un RKO lui Kofi Kingston și îl numără până la 3 cei din Legacy sunt nemulțumiți.
La Raw pe 11 ianuarie 2010 este invitat special cântărețul de rap Timbaland unde acesta dă un meci Triple Threat pentru ca unul dintre aceștia să se califice mai departe pentru a juca la Royal Rumble 2010 împotriva campionului WWE Sheamus... Randy Orton vs Kofi Kingston vs John Cena unde Randy Orton reușește să câștige acest meci după ce îi aplică un RKO lui Kofi Kingston.
Randy  Orton se califică în acest meci unde se va înfrunta împotriva războinicului celtic Sheamus la Royal Rumble 2010 pentru titlul WWE 
Următoarea seară la RAW Vipera se înfruntă cu Chris Masters iar campionul WWE Sheamus privește meciul din afara ringului dar Randy Orton îi face un RKO lui Masters unde câștigă acest meci.
La RAW campionul WWE Sheamus se înfruntă cu John Cena unde Sheamus îl mătură pe Cena,dar Randy Orton vine în fugă și îl atacă pe la spate unde îi face un RKO lui Sheamus iar John Cena revine și îi face un Attitude Adjustment lui Randy Orton de zile mari.
La Royal Rumble Randy Orton pierde meciul cu Sheamus prin descalificare unde cei din Legacy(Ted și Cody)vin să îl ajute pe Orton dar acesta le spune că se descurcă și singur și Sheamus îl lovește cu piciorul tare în față pe Randy Orton.....Orton este foarte supărat după meci pe cei din Legacy și că a pierdut meciul pt titlul WWE.
- Pe 15 februarie la RAW Randy Orton nu prea se mai înțelege cu cei din Legacy în care Orton nu este mulțumit pt ce i-a făcut la Royal Rumble în care mentorul său Orton era cât pe ce să îi ia titlul WWE lui Sheamus se înfruntă cu campionul WWE Sheamus O'Shauneassy în care Ted Dibiase JR și Cody Rhodes încearcă să îl apere pe Randy dar Orton îi aplică un RKO lui Cody Rhodes și Ted Dibiase este lovit de Sheamus iar Randy Orton reușește să îi facă un RKO irlandezului Sheamus.

La ELIMINATION CHAMBER Randy Orton participă în cușca de oțel pentru titlul WWE din care mai făcea parte învățăcelul său Ted Dibiase JR,Kofi Kingston,John Cena,Triple H și campionul WWE Sheamus dar se pare că Randy Orton este lovit cu o bâtă de bambus de John Cena iar Ted Dibiase decide să îl numere pe Orton până la 3 dar se pare că John Cena iese câștigător din acest meci unde mai rămâne în cușcă Cena și Triple H pe care John Cena l-a făcut din nou să cedeze printr-un STFU exact ca la WRESTLEMANIA 22.
- LA RAW pe 22 februarie după Elimination Chamber Randy Orton,Ted Dibiase și Cody Rhodes fac din nou echipă după multe scandaluri între cei trei și se înfruntă cu Evan Bourne,Yoshi Tatsu și Kofi Kingston iar cei din Legacy pierd acest meci în care Randy Orton nu se înțelege din nou cu cei doi Ted și Cody,pt că Ted Dibiase îi spune de ce părăsește meciul iar Randy Orton îi aplică un RKO de toată frumusețea lui Ted Dibiase,iar Rhodes mai rămâne în ring cu Yoshi,Kingston și Bourne în care Legacy pierd acest meci,dar această echipă se destramă din păcate pentru Orton.

Pe 8 martie Randy Orton se luptă la RAW cu cei din Legacy(Cody Rhodes,Ted Dibiase Jr) în care mentorul lor Randy Orton este umilit de Ted și Cody în care acest meci este de tip handicap match 2 vs 1 iar Randy Orton este executat de Ted Dibiase cu manevra sa de final în care Orton este numărat până la 3.
- Moștenirea se destramă iar Orton luptă la Wrestlemania 26 cu cei doi unde este implicat într-un Triple Threat iar Orton reușește să îl câștige.

Pe 15 martie la RAW este invitat manager pentru o seară fostul luptător din WWE care a intrat în Hall Of Fame Stone Cold Steve Austin îi dă un meci lui Randy Orton împotriva lui Triple H dar acest meci nu este câștigat de nimeni pentru că intervin Ted Dibiase și Cody Rhodes și îi lovesc cu pumnii și picioarele pe Randy Orton și HHH,dar pe Orton îl lovesc foarte tare iar pe urmă Sheamus intervine și îl lovește pe Triple H cu manevra sa de final.
- Pe 22 martie la RAW Randy Orton face echipă cu Triple H și se înfruntă împotriva celor din Legacy Ted Dibiase și Cody Rhodes, și Sheamus iar Randy Orton îi cere mâna lui HHH ca să intre în ring Triple H îi dă mâna și Orton intră foarte nervos în ring și reușește să îi bată pe Ted și Cody unde le face RKO-uri la amândoi iar irlandezul Sheamus îl lovește cu piciorul în față pe Orton și reușește să îl numere și să câștige meciul cei doi din Legacy și Sheamus iar Triple H își revin după ce au fost măcelăriți de Ted Dibiase și în ring mai rămân Triple H și Sheamus iar regele regilor îi face un pedigree iar la WRESTLEMANIA cei doi vor avea un meci.

La WRESTLEMANIA XXVI Randy Orton este implicat într-un Triple Threat Match din care mai fac parte fosta lui echipă din Legacy(Ted Dibiase și Cody Rhodes) Randy le dă o corecție la amândoi unde le face un DDT de pe corzi iar cei doi Ted și Cody se pun cu bătuta pe mentorul lor Randy Orton iar Ted Dibiase îl pune pe Rhodes să sară de pe corzi pe Randy iar Dibiase vrea să îl numere pe Orton dar nu reușește pentru că intervine Cody și îi spune lui Dibiase de ce face asta iar aceștia se bat și ei iar mai târziu Randy îl lovește cu un picior în craniu pe Rhodes și lui Dibiase îi face un RKO și Orton reușește să câștige meciul.
La RAW după Wrestlemania John Cena face echipă cu Randy Orton și se înfruntă în fața lui Dave Batista și Jack Swagger unde Cena a avut un partener secret tot show-ul și la ales pe Randy Orton iar Batista țipă la Orton cu lacrimi în ochi și îi spune lui Randy ce cauți aici iar noul campion WWE John Cena râde de Dave Batista iar la sfârșitul meciului Randy Orton îi face un RKO lui Swagger și câștigă meciul iar Cena și Orton dau mâna.
În prezent acest stable The Legacy(Orton,Rhodes și DiBiase )s-a destrămat unde au mai rămas în această moștenire Ted DiBiase și Cody Rhodes dar și ei s-au bătut între ei până s-au măcelărit.
La RAW pe 5 aprilie Randy Orton are un meci împotriva noului campion mondial al greilor Jack Swagger unde și-a pus geanta la bătaie la SmackDown unde ia luat titlul lui Jericho iar la RAW Randy Orton câștigă acest meci printr-un RKO.
Randy Orton începe un nou feud cu campionul mondial al greilor American on American Jack Swagger unde are un meci la RAW iar Randy câștigă acest meci,iar la Extreme Rules 2010 se va înfrunta cu acesta pentru titlul world heavyweight championship într-un meci de tipul extreme rules.
După acest meci Jack Swagger rămâne campion mondial.
La Draft pe 26 aprilie Randy este implicat într-un triple threat match din care mai fac parte Dave Batista și Sheamus,Orton începe bine acest meci dar termină prost Edge intervine în acest meci și îi aplică o suliță lui Orton iar Batista îl numără pe Randy până la 3 și reușește să se califice la noul PPV exclusiv al WWE-ului Over The Limit unde va da piept din nou cu campionul WWE John Cena.
La Extreme Rules Randy Orton se înfruntă cu Swagger pentru titlul mondial al greilor dar Orton pierde acest meci și Swagger își păstrează titlul mult dorit.
La OVER THE LIMIT se va înfrunta John Cena împotriva lui Batista pentru titlul wwe.John Cena reușește să îl facă pe Batista să zică "I Quit" și își păstrează titlul.
La RAW dupa Over The Limit Batista spune că va pleca în proporție de 80 la sută din WWE unde vrea să semneze cu Hollywood-ul ca să joace în filme ,campionul WWE John Cena este implicat într-un triple threat match iar Cena va decide cine se va înfrunta cu el la noul PPV la Fatal Four Way din acest meci mai fac parte Chris Jericho și Edge dar Rated-Superstar Edge reușește să câștige meciul și va fi posibil să se înfrunte cu John Cena pentru titlul WWE dar după meci apare Sheamus unde se oprește la jumătatea rămpii de intrare iar pe urmă apare Randy Orton lângă rampa de intrare și acești 4 luptători s-ar putea întâlni la PPV Fatal Four Way pentru titlul WWE ,Orton vs Sheamus vs Edge vs campionul WWE Cena.
La Fatal 4 Way Randy Orton este implicat într-un meci în patru din care mai fac parte Sheamus,Edge și campionul WWE John Cena dar Cena pierde titlul WWE din cauza puștilor din showul NXT superstaruri de a cincea generație unde îl atacă pe Cena iar Sheamus profită și îi ia titlul WWE și devine pentru a doua oară campion al WWE-ului,iar Orton și Edge sunt atacați și ei de puștii din NXT.
La Raw campionul Statelor Unite The Miz îi spune lui Orton că este cel mai tare luptător și îl lovește cu pumnii și picioarele ,dar Randy scapă și îi pregătește un RKO lui Miz dar fuge și pe urmă intervine superstarul necenzurat Edge și îi aplică o (suliță) lui Randy Orton.
Următoarea săptămână la Raw Randy Orton face echipă cu Evan Bourne,John Morrison și R-Truth și se înfruntă cu Edge,Chris Jericho,Ted DiBiase Jr și The Miz iar acest meci este cu ,,Geanta Money In The Bank agățată sus iar Orton ia o scară îl lovește pe The Miz iar apoi urcă și ia ,,Geanta Money In The Bank dar această geantă nu este luată în considerare deoarece la noul PPV Money In The Bank se va afla câștigătorul.
- La Money In The Bank Randy Orton nu reușește să pună mâna pe geantă iar din acest meci mai fac parte Jericho,Edge,Bourne,Truth,Morrison,Ted DiBiase Jr,The Miz și Mark Henry dar această geantă Money In The Bank este câștigată de campionul Statelor Unite iar această geantă poate să și-o pună în joc pentru un titlu mondial oricând dorește el.
- La Raw Randy Orton este implicat într-un Triple Threat Match pentru titlul mult râvnit WWE pe care îl deține în continuare Sheamus iar John Cena nu mai are nici o șansă la titlul WWE iar din acest meci fac parte Orton,Jericho și Edge dar acest meci din fericire este câștigat de ,,vipera,,Randy Orton unde se va înfrunta cu Sheamus pentru centura WWE la SummerSlam.La SummerSlam Vipera a câștigat prin descalificare când Sheamus a luat scaunul, a dărâmat pe arbitru din ring și acesta a dat descalificare, Shemus a vrut să îl lovească dar nu a reușit.Orton la luat în primire și a excecut un rko pe masa comentatorilor,dar masa nu sa rupt!
- La Night of the champions a fost implicat într-un meci în 6 cu eliminări pe care l-a câștigat și a reușit să obțină pentru a 8-a oară centura WWE învingându-i pe Wade Barret, John Cena, Edge, Chris Jericho și Sheamus.

Însă la Raw după Survivor Series învingându-l pe Wade Baret Miz a folosit Money in the Bank pentru un match cu Randy și Orton a perdut Centura WWE Champion
La TLC se înfruntă din nou cu Miz pentru centura WWE, dar din cauza bodyguardului lui Miz,Alex Riley, Orton a fost trecut printr-o masă și a pierdut meciul(în acel meci trebuia să-ți treci adversarul printr-o masă pentru a câștiga).

#### 2011
Pe 3 ianuarie la Raw a câștigat o șansă pentru campionatul WWE după ce i-a învins pe King Sheamus și Wade Barrett în-trun Steel Cage match. La Royal Rumble a pierdut împotriva lui Miz după o intervenție a lui Nexus terminând rivalitatea cu acesta și începând una cu CM Punk. La același eveniment a participat în Royal Rumble intrând cu numărul 39 dar a fost eliminat de Alberto del Rio. Pe 7 februarie la Raw Punk i-a explicat lui Orton că motivul pentru intervenția sa a fost o răzbunare după ce s-a întamplase la Unforgiven 2008 cănd Orton l-a atacat pe Punk cu gruparea sa din acel timp The Legacy costândul atunci pe Punk o șansă pentru titlul mondial. A participat la camera eliminări unde l-a eliminat pe Punk dar managerul general anonim a Raw-lui ia mai dat o șansă lui Punk dupa ce Orton il atacase cand era prins în estructura și Punk la eliminat pe Orton. Pe 27 februarie la Raw Punk l-a provocat la un meci la Wrestlemania 27. În plus s-a anunțat că dea lungu săptămanilor se va infrunta cu membri de la Nexus unu cu unu și cu cel care pierde va poate sta în colțul lui Punk la Wrestlemania. În acea noaptea l-a învins pe Michael McGilicutty, Pe 7 martie pe David Otunga și pe 14 martie pe Mason Ryan. Pe 3 aprilie la Wrestlemania Orton l-a învins pe Punk după un RKO.
În aprilie a inceput un nou gimmick ca The Apex Predator începând sa își lase barbă. Pe 11 aprilie a luptat pentru a determina noul aspirant la titlul WWE a lui Miz dar a fost învins pe Dolph Ziggler după intervenția lui Nexus. Pe 25 aprilie la Draft a fost transferat de la Raw la SmackDown. Dar cu toate ca sa schimbat de marcă a continuat rivalitatea sa cu Punk învingândul la Extreme Rules în-trun Last Man Standing match. Pe 3 mai la SmackDown (emis pe 6 mai) l-a învins pe Christian câștigând campionatul mondial după ce a fost ales de Teddy Long care i-a dat de ales publicului între Orton, Henry și Khali. Pe 10 mai la SmackDown (emis pe 13) a făcut echipă cu Christian învingândui pe Sheamus și Mark Henry. Pe 22 mai la Over the Limit Orton și-a apărat centura cu Christian. Pe 1 iunie la SmackDown Orton și-a păstrat titlul împotriva lui Sheamus cu ajutorul lui Christian, care dupaia l-a lovit în cap cu centura. La Capitol Punishment l-a învins pe Christian. La Money in the Bank ambii a-u luptat cu condiția că dacă Orton ar fi descalificat ar pierde titlul iar Orton a pierdut după un Low Blow aplicat lui Christian. S-a stabilit un ultim meci între cei doi la Summerslam în-trun No Holds Barred Match unde Orton a învins recuperând titlul și terminând rivalitatea.
Apoi a început o rivalitate cu Mark Henry întâlninduse la Night of Champions. Orton a fost învins pierzând campionatul. La Hell in a Cell a fost din nou învins de Henry întrun meci Iadul în cușcă. Apoi a început o mică rivalitate cu Cody Rhodes întâlninduse la Vengeance, unde Orton a câștigat după un RKO. Pe 4 noiembrie la SmackDown Orton la învins pe Rhodes în-trun Street Fight Match. Orton a reanudat rivalitatea sa cu Barrett după ce ambi au fost numiți căpitani la meciul de la Survivor Series. La Survivor Series Team Barret (Barrett, Rhodes, Hunico, Swagger, Ziggler) i-a învins pe Team Orton (Orton, Kingston, Sin Cara, Sheamus, Mason Ryan) fiind eliminat ultimul de Barrett. La TLC Orton l-a învins pe Barret în-trun Tables Match după ce Orton ia aplicat lui Barrett un RKO în aer pe o masă. La SmackDown pe 27 decembrie (emis pe 30) a suferit o anccidentare în-trun meci Falls Count Anywhere cu Barrett, care la menținut 3 săptămâni înafara ringului (kayfabe). În realitate a fost folosit ca o scuză pentru că Orton nu a trecut un test anti-droguri.

#### 2012
Ș-a întors la SmackDown pe 24 ianuarie (emis pe 27 ianuarie) întâlnindul pe Wade Barrett, meci ce a terminat făra rezultat. A participat în Royal Rumble cu numarul 28 eliminândul pe Big Show dar a fost eliminat de Chris Jericho. Noaptea următoare la SmackDown a luptat cu Wade Barrett în-trun meci făra descalificări, câștigând după un RKO. La Elimination Chamber nu a putut participa din cauza unei accidentări. La WrestleMania XXVIII a fost învins de Kane după un Chokeslam de pe a treia coardă. La Extreme Rules, Orton l-a învins pe Kane în-trun Falls Count Anywhere Match terminând rivalitatea cu Kane. La Over the Limit a participat în-trun Fatal 4-Way cu Del Rio, Jericho și Sheamus pentru centura mondială dar Sheamus a învins.
Pe 30 mai, WWE a anunțat că Orton a fost suspendat 60 de zile. S-a întors pe 30 iulie la Raw învingândul pe Heath Slater. Pe 24 august la SmackDown a început o rivalitate cu Dolph Ziggler când acesta încerca să încaseze servieta pe Sheamus. Saptămâna următoare la SmackDown Orton l-a învins pe Ziggler iar 3 zile mai târziu la Raw, Ziggler a învins. Sa-u întâlnit la Night of Champios unde Orton a obținut victoria. A început o rivalitate cu Alberto del Rio când acesta l-a atacat când își făcea intrarea pentru un meci cu Big Show. La Hell in a Cell Orton l-a învins pe del Rio. Pe 6 noiembrie la SmackDown Orton l-a învins din nou în-trun Falls Count Anywhere Match după un RKO pe scările metalice. Ambii a-u fost în echipe opuse la meciul tradițional de la Survivor Series. Echipa lui Del Rio, liderată de Dolph Ziggler a învins echipa lui Orton, liderată de Mick Foley. Noaptea următoare la Raw, Orton l-a mai învins o dată pe Del Rio în-trun 2-out-of-3 Falls Match pentru a termina rivalitatea.
Pe 3 decembrie, Orton a început o rivalitate cu The Shield, dupa aceștia l-au atacat după o victorie pe Brad Maddox. Pe 14 decembrie la SmackDown, Orton a fost atacat din nou de The Shield în backstage. La Raw de anul nou Orton i-a salvat pe Ryback și Sheamus de un atac a lui The Shield.

#### 2013

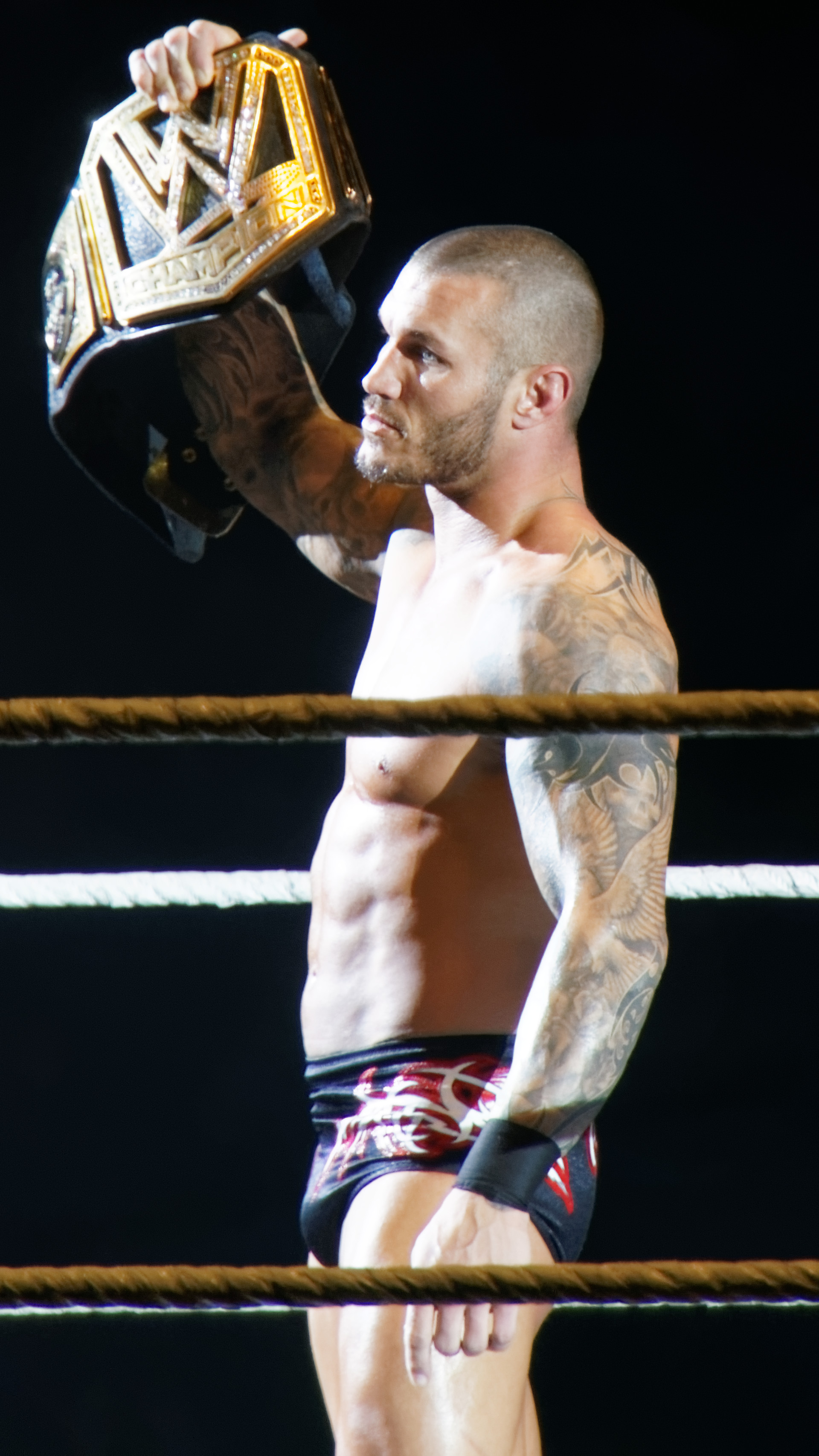
Orton Champion 2013

Pe 4 ianuarie la SmackDown și-a anunțat participarea în Royal Rumble. Pe 27 ianuarie a intrat în meci cu numărul 26 dar a fost eliminat de Ryback. Pe 1 februarie la SmackDown, Orton l-a învins pe Wade Barrett pentru a câștiga un loc în camera eliminări. Pe 17 februarie la Elimination Chamber i-a eliminat pe Mark Henry și Chris Jericho dar a fost ultimul om eliminat de Jack Swagger. La sfârșitul lunii februarie Orton s-a aliat cu Sheamus într-o rivalitate cu The Shield. Pe 7 aprilie la WrestleMania 29 Orton, Sheamus și Big Show a-u fost învinși de The Shield, apoi Orton și Sheamus a-u fost atacați de Show. Noaptea următoare la Raw, Orton și Sheamus a-u luptat pentru a determina rivalul lui Show dar meciul a conclus cu intervenția lui Big Show. Apoi Orton și Sheamus s-au unit pentru al învinge pe Show în douo Handicap match pe 12 și 15 aprilie. Pe 19 aprilie la SmackDown Orton și Sheamus a-u fost învinși de Show și Mark Henry. Feudul într-e Show și Orton a dus la un Extreme Rules match la Extreme Rules în care Orton a învins. Pe 14 ianuarie la SmackDown, Orton a făcut echipă cu Bryan și Kane pentru ai învinge pe Shield. Trei zile mai târziu, la Payback, lipsa de înțelegere între Orton și Bryan a condus la o înfângere cu Rollins și Reigns pentru centurile pe echipe. Noaptea următoare la Raw, Orton și Bryan a-u luptat într-un meci făra descalificări care a câștigat Orton după o accidentare a lui Bryan. Patru zile mai târziu la SmackDown, Orton a fost învins de Bryan prin count out. Orton și Bryan a-u luptat pentru a trea oară la următorul Raw, dar meciul a terminat făra rezultat după ce ambii a-u fost numărați în afara ringului. Mai târziu în aceea seară, Orton a fost învins de Bryan într-un Street Fight Match după ce l-a făcut să cedeze cu un Yes! Lock cu un băț de kendo.
Pe 14 iulie la Money in the Bank, Orton i-a învins pe Christian, CM Punk, Daniel Bryan, Rob Van Dam și Sheamus pentru a câștiga valiza WWE Championship Money in the Bank Ladder Match. Pe 18 august la Summerslam, Orton devine heel după ce încasează valiza pe Daniel Bryan cu Triple H arbitru special, care a făcut numărătoarea pentru ai oferii lui Orton al șaptelea campionat mondial. Noapea următore la Raw, Orton a fost numit "fața companiei" de către Vince McMahon și recent creata The Authority (Triple H și Stephanie McMahon). Pe 15 septembrie la Night of Champions Orton pierde centura în fața lui Bryan dar noaptea următoare la Raw, Bryan a fost despris de titlu de Triple H după o numărătoare rapidă a arbitrului Scott Armstrong, dar s-a opus a înapoia titlul. Orton și Bryan s-au luptat pentru centura vacantă pe 6 octombrie la Battleground, dar meciul a terminat fără rezultat după ce Big Show a intervenit și i-a atacat pe ambii. Orton a avut un nou meci cu Bryan la Heel in a Ceel unde a reușit să recupereze centura după ce arbitrul special a acelui meci, Shawn Michales, i-a aplicat un Sweet Chin Music lui Bryan.
Pe 24 noiembrie la Survivor Series, după ce și-a apărat cu succes centura cu Big Show, a fost confruntat de campionul Heavyweight John Cena. Noaptea următoare la Raw, Cena a propus că trebuie să fie un singur campion în WWE, iar Triple H a anunțat o unificare a centurilor la TLC. Pe 15 decembrie la TLC, Orton îl învinge pe Cena pentru a deveni campionul mondial WWE, precum a fi recunoscut oficial ca ultimul campion Heavyweight.

#### 2014

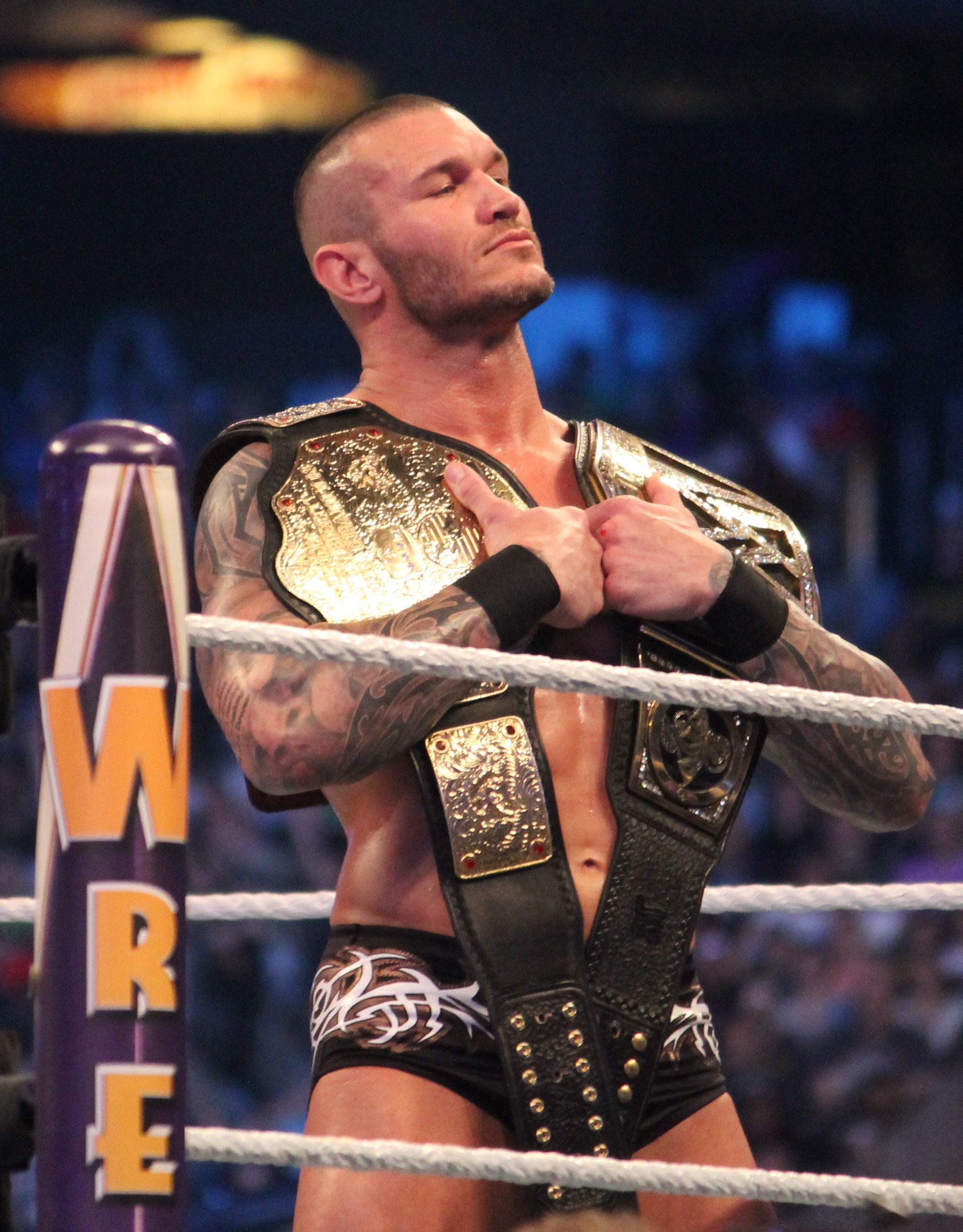
Orton la WM 30

Orton și-a apărat prima dată centura pe 26 ianuarie la Royal Rumble învingândul pe John Cena cu ajutorul Familiei Wyatt. Pe 23 februarie la Elimination Chamber i-a învins pe Cesaro, Christian, Daniel Bryan, John Cena și Sheamus pentru a păstra centura și locul său în main eventul de la WrestleMania XXX împotriva câștigătorului a meciului Royal Rumble, Batista. La WrestleMania meciul a fost schimbat într-un meci în trei după ce Daniel Bryan l-a învins pe Triple H iar apoi câștigând centura sfârșind regatul lui Orton după 161 de zile. Noaptea următoare la Raw, Orton si Batista au refuzat o revanșă pentru Campionatul Mondial WWE la categoria grea, dar în schimb au fost forțați de către Autoritatea de a face echipă împreună pentru a face față campionilor în perechi The Usos pentru titluri, în ciuda problemelor reciproce. Meciul pentru titlu sa încheiat într-un dublu count out după cei doi s-au reunit și au dat o bătaie campionilor.Mai târziu în acea noapte, Batista și Orton, împreună cu Kane, l-au atacat pe Bryan înainte de a apăra titlul împotriva lui Triple H. Înainte de victoria lui Triple H pe Bryan, The Shield i-au întrerupt pe Triple H, Batista, Orton și Kane, provocând ca Bryan să-și păstreze titlul prin descalificare. În episodul de Raw de pe 14 aprilie, Batista, Triple H și Randy Orton au coborât în ring pentru a ataca The Shield după 11 la-3 Handicap Match al său, folosind numele și tema lui Evolution. La Extreme Rules și Payback, Evolution a pierdut în fața lui The Shield. În episodul de pe 9 iunie la Raw, Autoritatea l-a inclus pe Orton automat în meciul de la Money in the Bank pentru centură dar la eveniment Orton nu a putut câștiga. Pe 21 iulie la Raw, Roman Reigns l-a atacat pe Orton. La Summerslam Orton a fost învins de Reigns. La Night of Champions, Orton l-a învins pe Chris Jericho.
La Raw-ul de înainte de Hell in a Cell Orton, Kane și Rollins i-a învins pe Cena și Ambrose iar după meci Rollins i-a aplicat lui Orton un Curb Stomp. La Hell in a Cell a fost învins de Cena. La Raw-ul de după Hell in a Cell l-a atacat pe Rollins cu un RKO râzbunânduse și devenid face despărținduse de Authority. A lipsit câteva luni pentru a filma The Condemned 2: Desert Prey.

#### 2015

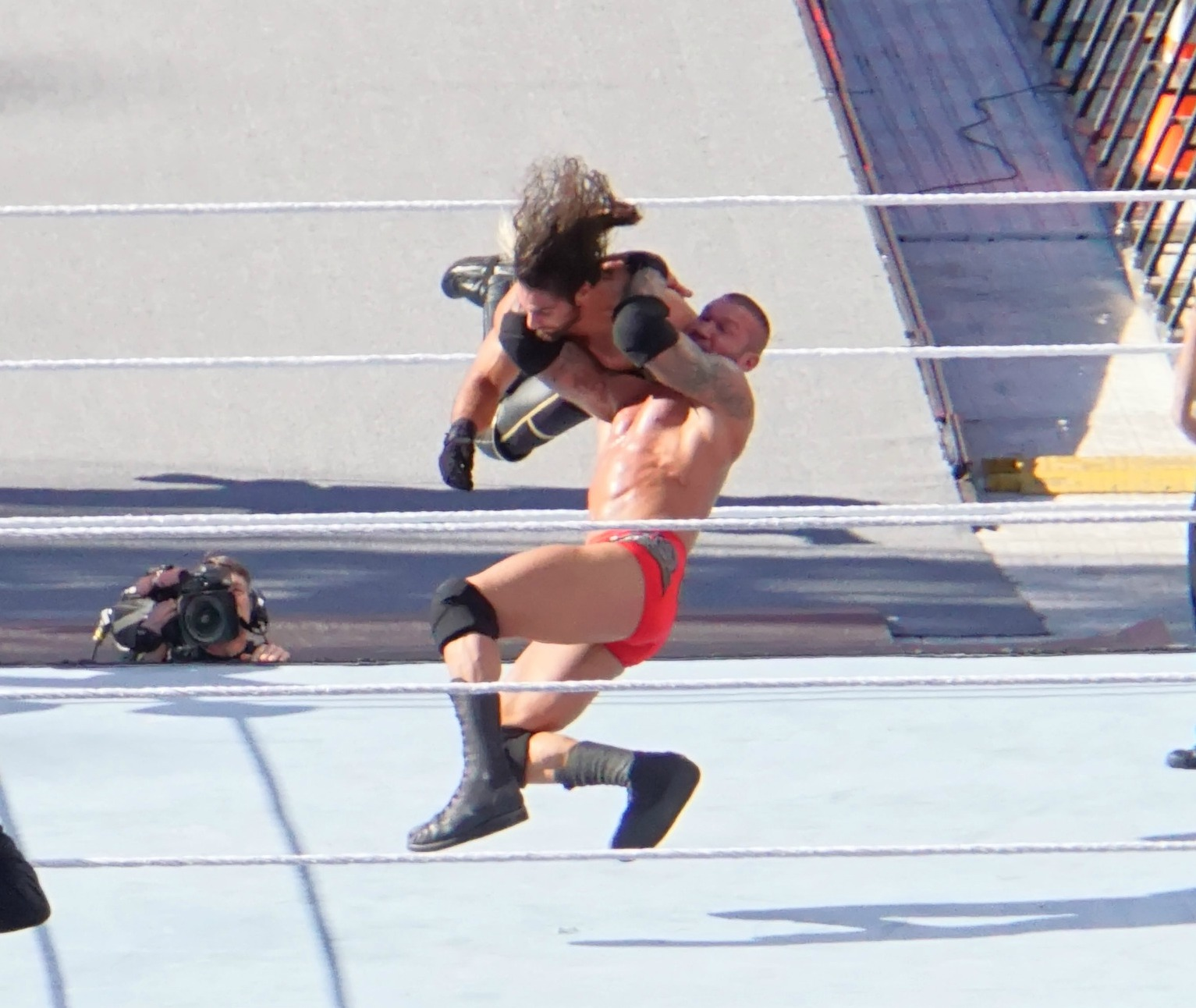
Randy Orton RKO WrestleMania 31

S-a întors la Fastlane pe 22 februarie atacând Authority. Următoarele săptămâni Orton s-a prefăcut că sa unit din nou cu Authority dar l-a trădat pe Rollins într-un meci în care făcea echipă cu el împotriva lui Reigns. La WrestleMania 31 l-a învins pe Seth Rollins. În următoarele săptămâni a continuat rivalitatea cu Rollins și Autorithy luptând la Extreme Rules pentru centură mondiala WWE într-un Steel Cage Match fiind învins. 
La Payback a luptat într-un meci în 4 împotriva lui Reigns, Ambrose și Rollins fiind acest ultim învingător. A participat în meciul Ladder de la Money in the Bank dar acesta a fost câștigat de Sheamus. După asta a început o rivalitate cu Sheamus luptând la Battleground câștigând Orton după un RKO. După săptămâni de rivalitate la Raw s-au luptat la Summerslam dar a fost învins de Sheamus.
Pe 7 septembrie la Raw, l-a învins pe Sheamus terminând rivalitatea dar după meci a fost atacat de Familia Wyatt. La Hell in a Cell trebuia să lupte alături de  Ambrose împotriva lui Strowman și Harper dar Orton s-a accidentat și a lipsit între 4 și 6 luni.

#### 2016
La 7 iulie, la SmackDown, a fost anunțat că Randy Orton va lupta împotriva lui Brock Lesnar la SummerSlam, unde se va întoarce din inactivitate după nouă luni de accidentare. Pe 19 iulie, la episodul special al lui SmackDown, a fost trimis la marca programului menționat în noua extindere a mărcilor. A revenit la evenimentul Battleground în segmentul The Highlight Reel a lui Chris Jericho, care la sfârșitul interviului i-a aplicat un RKO. La 1 august la Raw, Orton a invadat marca pentru a-l ataca Lesnar cu un RKO. La SummerSlam, Orton a fost învins de Lesnar prin knockout tehnic, după ce a primit lovituri în cap, ceea ce i-a provocat o rană deschisă.
Pe 23 august la SmackDown, a făcut un segment vorbind despre ce sa întâmplat în lupta sa cu Lesnar, dar a fost întrerupt de Bray Wyatt. Pe 30 august la SmackDown, l-a întrerupt pe Wyatt, unde ambii au decis să lupte la Backlash. La Backlash, a fost atacat de Wyatt înainte de a se lupta cu el, astfel încât nu a putut lupta și a fost înlocuit de Kane. În timpul luptei, Orton a ieșit pentru a-l ataca pe Wyatt cu un RKO făcând astfel ca Kane să fie câștigător. La 13 septembrie, a fost abordat din nou de Wyatt, dar a fost atacat de Erick Rowan, care i-a aplicat un RKO. Ei s-au întâlnit din nou la No Mercy, dar Orton a fost din nou învins după o intervenție a lui Luke Harper, care și-a făcut revenirea. Pe 25 octombrie la SmackDown, Orton a intervenit într-un meci No DQ într-e Kane și Bray Wyatt, aparent, în favoarea lui Kane, dar acesta l-a trădat pe Kane aplicând-ui un RKO, devenind heel. Mai târziu în acea noapte, Andrea D'Marco l-a intervievat pe Orton, întrebându-l motivele lui. La care Orton a răspuns: "Dacă nu puteți împotriva lor, alăturați-vă", ceea ce înseamnă că Orton s-a alăturat familiei Wyatt. Pe 1 noiembrie la SmackDown, el sa confruntat cu Kane într-un meci No DQ, unde a câștigat datorită lui Wyatt și lui Harper. După aceasta, a fost anunțat că Wyatt și Orton vor face parte din echipa SmackDown pentru Survivor Series. La Survivor Series, echipa SmackDown au învins echipa Raw, cu Orton și Wyatt singurii supraviețuitori datorită lui Luke Harper. Pe 22 noiembrie, la SmackDown, Wyatt și Orton i-au provocat pe American Alpha (Jason Jordan și Chad Gable) într-o luptă în care câștigătorii ar fi provocatori la Campionatele pe echipe din SmackDown. Pe 29 noiembrie, la SmackDown, i-au învins pe American Alpha, devenind candidați la titluri. La TLC, Orton și Wyatt i-au învins Heath Slater și Rhyno, câștigând Campionatele pe echipe din SmackDown. Pe 27 decembrie la SmackDown, au fost învinși de American Alpha într-un meci Fatal 4-Way Elimination unde au mai participat și Heath Slater & Rhyno și The Usos, pierzând Campionatele. După aceasta, a existat un conflict intern într-e Bray Wyatt și Orton împotriva lui Luke Harper.

#### 2017
La Royal Rumble, a intrat ca participant-ul #23, eliminând-ul în cele din urmă pe Roman Reigns, câștigând astfel al doilea său Royal Rumble și câștigând ocazia de a fi primul candidat al Campionatului WWE. Pe 31 ianuarie la SmackDown, s-a confruntat cu John Cena pentru campionatul WWE. În aceeași noapte, Orton și Wyatt i-au învins pe John Cena și Luke Harper. Pe 7 februarie, la SmackDown, a fost învins de Cena. La Elimination Chamber, l-a învins pe Luke Harper. În aceeași noapte, a ieșit în fața noului campion WWE, care, cu ironie, a fost chiar partenerul său de echipă Bray Wyatt care câștigase camera eliminări. La 14 februarie la SmackDown, a ieșit din nou pentru al confrunta pe Wyatt pentru campionat, după ce Wyatt câștigase un meci în trei cu Cena și AJ Styles.
La SmackDown, pe 28 februarie, Orton sa confruntat cu Bray Wyatt, spunându-i că nu va mai fi servitorul, ci maestrul și că vrea să lupte împotriva lui la WrestleMania 33. Apoi a luat gaz și a ars casa lui Wyatt, ucigând sufletul sorei Abigail, devenind astfel face. La SmackDown, pe 7 martie, Shane McMahon a anunțat o luptă într-e Orton și AJ Styles pentru a determina challenger-ul numărul 1 pentru titlu la WrestleMania 33, fiind câștigător Orton și confirmând meciul său cu Wyatt pentru campionatul WWE la marele eveniment. La WrestleMania 33, Orton l-a numărat pe Wyatt după un al doilea RKO câștigând meciul și campionatul WWE Championship și devenind astfel 13 ori Campion Mondial. În următorul episod de SmackDown, Wyatt l-a provocat pe Orton la o revanșă pentru titlu într-un meci de tip House of Horrors match, dar după ce Wyatt a fost transferat la Raw, a devenit un meci fără titlu în joc și a fost programat pentru 30 aprilie la evenimentul exclusiv Raw, Payback.
În episodul SmackDown din 18 aprilie, Jinder Mahal, care a fost transferat la SmackDown, a câștigat un Challenge Six-Pack împotriva lui Mojo Rawley, Sami Zayn, Luke Harper, Erick Rowan și Dolph Ziggler devenind candidatul numărul unu la Campionatul WWE, după o intervenție a lui The Singh Brothers. În săptămâna următoare la SmackDown, Orton l-a învins pe Rowan într-un meci fără decalificare și a fost apoi atacat de Mahal și The Singh Brothers; mai târziu, Mahal a furat centura campionului WWE. La Payback, Orton și-a pierdut lupta împotriva lui Wyatt, după ce Mahal l-a atacat cu titlul. După aceea, comisarul din SmackDown, Shane McMahon, i-a înapoiat centura lui Orton. Pe 21 mai la Backlash, Orton a pierdut Campionatul WWE împotriva lui Mahal din cauza unei interferențe din partea lui The Singh Brothers și nu a reușit să o recupereze luna următoare la Money in the Bank după ce Singh Brothers au intervenit din nou. La episodul de SmackDown din 27 iunie, Orton a cerut o revanșă pentru titlu, pe care McMahon i-a acordat-o pentru Battleground, dar Mahal a putut să aleagă stipulația (Mahal a intrat în ring și a ales un meci Punjabi Prison). La Battleground, Orton a fost din nou învins de Mahal după ce Marele Khali s-a întors și l-a atacat pe Orton, ceea ce i-a permis lui Mahal să scape din structură pentru a câștiga lupta.
Dupa aceea, Orton a inceput o rivalitate cu Rusev, pe care l-a invins în 10 secunde la SummerSlam. La episodul de SmackDown din 5 septembrie, Orton a pierdut cu Shinsuke Nakamura intr-o luptă pentru a determina candidatul numărul unu la Campionatul WWE. La episodul de SmackDown din 19 septembrie, Orton l-a învins pe Aiden English și apoi Rusev l-a provocat la o luptă improvizată, pe care Orton a pierdut-o în 10 secunde după ce i-a distras atenția English. La Hell in a Cell, Orton l-a învins pe Rusev pentru a pune capăt rivalități. La episodul de SmackDown din 24 octombrie, Orton l-a învins pe Sami Zayn pentru a câștiga un loc în Team SmackDown pentru a se confrunta cu Team Raw în meciul tradițional de la Survivor Series. În timpul meciului, Orton l-a eliminat pe Finn Bálor și a supraviețuit alături doar de Shane McMahon, căpitanul Team SmackDown, dar Braun Strowman l-a eliminat și în cele din urmă echipa SmackDown a pierdut meciul. Pe 17 decembrie la Clash of Champions, Orton sa alăturat lui Nakamura pentru a se confrunta cu Sami Zayn și Kevin Owens, care și-au păstrat locurile de muncă după ce au câștigat într-o luptă cu Shane McMahon și Daniel Bryan ca arbitri speciali.

#### 2018

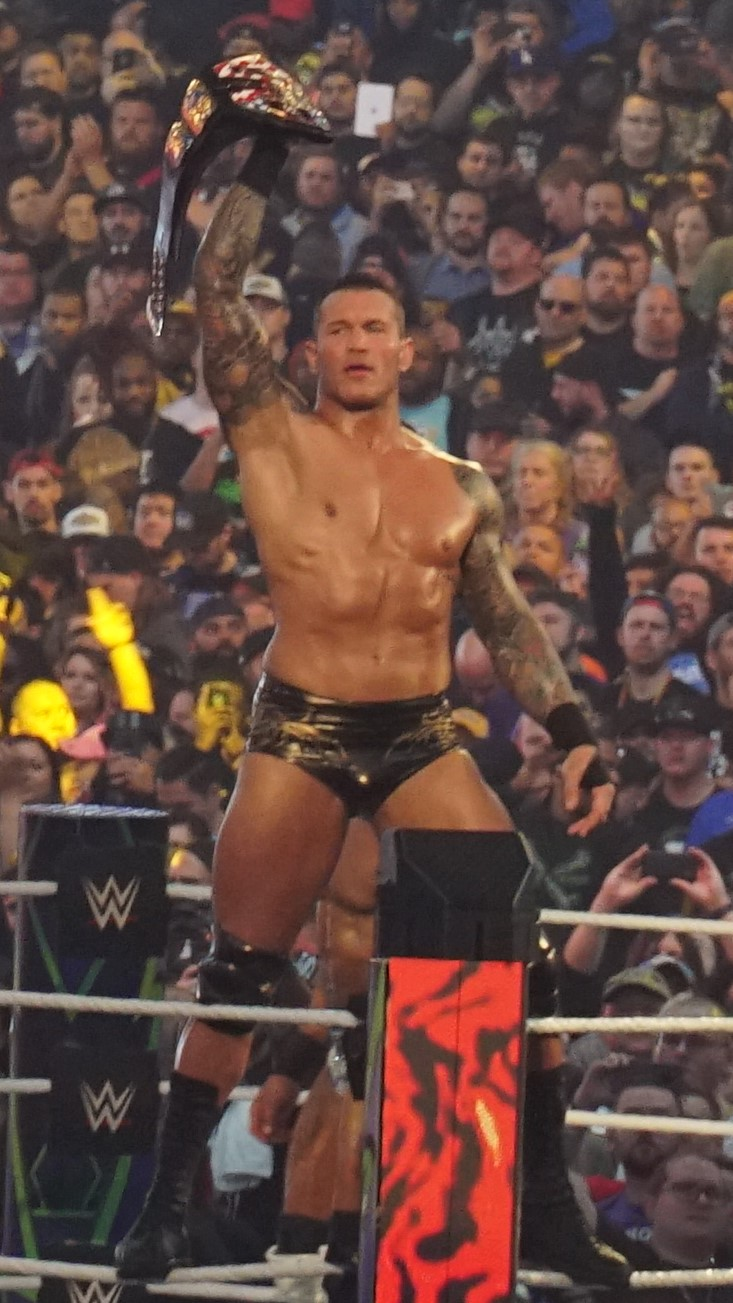
Orton, campion al Statelor Unite la WrestleMania 34.

La Royal Rumble, Orton a intrat în meciul Royal Rumble cu numărul 24, eliminând Campionul NXT Andrade "Cien" Almas înainte de a fi eliminat de Roman Reigns. La episodul de SmackDown din 6 februarie 2018, Orton l-a atacat pe Campionul Statelor Unite Bobby Roode cu un RKO după ce acesta și-a păstrat titlul într-o luptă împotriva lui Rusev, apoi Orton a procedat la fel cu Aiden English și Rusev. În săptămâna următoare la SmackDown, Roode a lansat o provocare deschisă pentru Campionatul Statelor Unite, pe care Orton a acceptat-o înainte de-a fi întrerupt de Jinder Mahal. Lupta pentru titlu a fost programată pentru Fastlane într-e Roode și Orton, cu Orton învingând-ul pe Roode, devenind astfel cel de-al 18-lea campion Grand Slam. La WrestleMania 34, Orton a pierdut titlul împotriva lui Mahal într-un Fatal 4-Way match, din care a mai făcut parte și Roode și Rusev. Două nopți mai târziu, la SmackDown, Orton l-a învins pe Roode și Rusev într-un meci Triple Threat pentru a câștiga dreptul de-a îl provoca pe Mahal într-o luptă pentru titlu la Backlash. Cu toate acestea, Mahal a pierdut titlul împotriva lui Jeff Hardy o săptămână mai târziu la Raw. La Backlash, Hardy l-a învins pe Orton păstrându-și campionatul. Pe 18 mai, WWE a confirmat că Orton a suferit o intervenție chirurgicală reușită pentru a repara o ruptură a meniscului medial la genunchiul său stâng, lăsându-l în afara acțiunii timp de două luni.
După o scurtă absență, Orton s-a întors pe 15 iulie la Extreme Rules, atacându-l pe Jeff Hardy după lupta sa pentru Campionatul Statelor Unite împotriva lui Shinsuke Nakamura, devenind heel. Două nopți mai târziu la SmackDown, Orton a intervenit în revanșa pentru Campionatul Statelor Unite și l-a scos pe Hardy din luptă, atacându-l înainte de-al arunca pe masa de comentatori. La episodul de SmackDown din 21 august, Orton și Hardy s-au confruntat într-o luptă care sa încheiat fără rezultat, iar Hardy l-a atacat pe Orton după meci. În săptămâna următoare la SmackDown, Orton a acceptat provocarea lui Hardy pentru un meci Iadul în cușcă la Hell in a Cell, pe care Orton l-a câștigat. La episodul de SmackDown din 25 septembrie, după ce a susținut că își căuta următoarea "victimă", Orton l-a atacat pe Tye Dillinger înainte și după lupta sa împotriva lui Shinsuke Nakamura. La episodul SmackDown din 9 octombrie, Orton l-a învins pe Big Show, care se întoarcea după o absență, pentru a se califica pentru turneul de la WWE Crown Jewel. La eveniment, Orton a pierdut în fața lui Rey Mysterio în prima rundă a turneului. Din acest motiv, Orton a început o rivalitate cu Mysterio, în care i-a furat masca la episodul de SmackDown din 21 noiembrie și a purtat-o cu el în următoarele săptămâni. La TLC: Tables, Ladders & Chairs, Orton a pierdut cu Mysterio într-un meci cu scaune.

#### Revenirea Ucigașului de Legende (2019-2020)
În episodul de SmackDown din 1 ianuarie 2019, Orton a concurat într-un meci Fatal 5-Way pentru a determina candidat-ul numărul unu pentru Campionatul WWE împotriva lui Mysterio, Samoa Joe, Mustafa Ali și AJ Styles, dar a fost învins de Styles. La Royal Rumble, Orton a intrat în meciul Royal Rumble cu numărul 29, eliminând-ul pe Mysterio înainte de a fi eliminat de Andrade "Cien" Almas. În februarie, Orton a participat în camera eliminări pentru campionatul WWE a lui Daniel Bryan la Elimination Chamber, unde l-a eliminat pe Styles înainte de-a fi eliminat de Kofi Kingston. După aceea, Orton a început o rivalitate cu AJ Styles, cei doi criticându-se reciproc pentru istoria lor în wrestling. La Fastlane, după întreruperea spectacolului muzical al lui Elias, căruia i-a aplicat un RKO, Orton a fost atacat surprinzător de Styles. La WrestleMania 35, Orton a pierdut lupta cu Styles. La Crown Jewel și Survivor Series, Orton a făcut parte din două meciuri pe echipe, dar echipa sa a pierdut de ambele ori. Ca parte a draftului WWE din 2019, Orton a fost transferat la Raw. În episodul din 11 noiembrie din Raw, Orton părea că avea de gând să-i dea lui Ricochet un RKO, dar în schimb i-a dat unul lui AJ Styles (care a devenit heel în timpul verii), întorcând astfel fața. El și-a reaprins cearta cu Styles și l-a înfruntat în decembrie și ianuarie.
La Royal Rumble din 26 ianuarie 2020, Orton a intrat în meci cu numărul 25 și l-a eliminat pe Karl Anderson înainte de a fi eliminat de fostul său partener de echipă Rated-RKO, Edge, care se întorcea în competiție pentru prima dată de la retragere din cauza accidentărilor la gât care au pus capăt carierei în 2011. În noaptea următoare la Raw, Orton i-a propus lui Edge să reîntoarcă Rated-RKO dar apoi l-a atacat cu un RKO și un con-chair-to, devenind din nou heel. Orton și Edge au început apoi o ceartă, înfruntându-se într-un meci Last Man Standing la WrestleMania 36, pe care Orton l-a pierdut. Al doilea meci de la Backlash, considerat „Cel mai mare meci de luptă din toate timpurile”, a fost câștigat de Orton. Meciul l-a scos pe Edge din acțiune cu un triceps rupt legitim, iar victoria ia permis lui Orton să se autointituleze „Cel mai mare luptător din toate timpurile”. În noaptea următoare, la Raw, prietenul lui Edge și fostul partener de echipă Christian l-a provocat pe Orton la un meci neaprobat, pe care Orton l-a câștigat cu ajutorul lui Ric Flair. Orton va reînvia atitudinea sa de Ucigaș de Legende în următoarele câteva săptămâni, atacând legende precum Christian, Shawn Michaels și Big Show. Orton s-a întors apoi împotriva lui Flair și a pus ochii pe Campionatul WWE. În lunile următoare, Orton s-a certat cu campionul WWE Drew McIntyre, nereușind să câștige titlul la SummerSlam și Clash of Champions într-un meci cu ambulanțe, până când l-a învins pe McIntyre într-un meci Hell in a Cell la Hell In A Cell, câștigând al zecelea campionat WWE din cariera sa. Cu toate acestea, Orton urma să piardă titlul în fața lui McIntyre în episodul de Raw din 16 noiembrie.

#### Rivalitatea cu The Fiend (2020–2021)
Cu trei săptămâni înainte de pierderea titlului, pe 26 octombrie 2020, Orton a început o rivalitate cu Bray Wyatt, acum sub noul său personaj, The Fiend, precum și cu partenera sa Alexa Bliss. La TLC: Tables, Ladders & Chairs pe 20 decembrie, Orton l-a învins pe The Fiend într-un meci Firefly Inferno. În ciuda victoriei sale, Orton avea să lupte cu repercusiuni din partea lui Alexa Bliss (care s-a aliat mai devreme cu The Fiend) în următoarele săptămâni. După ce l-a instigat pe Triple H să accepte să-l înfrunte într-un meci No Holds Barred, Bliss a intervenit și a aruncat o minge de foc către Orton pentru a-l împiedica să obțină victoria. La Royal Rumble din 31 ianuarie, Orton a intrat ca al doilea participant și și-a continuat rivalitatea cu Edge care a revenit, intrând în luptă ca prim participant. Din cauza rănilor provocate de Edge, Orton a lăsat meciul pentru a fii îngrijit de personalul medical fără a fi efectiv eliminat. Orton s-a întors în meci chiar la sfârșit pentru a-l elimina pe Edge, dar apoi a fost eliminat. În noaptea următoare la Raw, Orton l-a provocat pe Edge la un meci final pentru a încerca din nou să-i pună capăt carierei de luptător, dar a fost învins din cauza interferenței lui Bliss, punând capăt rivalității sale cu Edge.
La Elimination Chamber pe 21 februarie, Orton a concurat în meciul Elimination Chamber pentru campionatul WWE al lui Drew McIntyre, dar a fost primul om eliminat de Kofi Kingston. După ce Bliss i-a distras atenția în mod repetat de-a lungul săptămânilor, făcându-l să piardă meciuri, Bliss l-a provocat la un meci intergen la Fastlane pe 21 martie, pe care l-a acceptat. La eveniment, Bliss l-a atacat cu puteri supranaturale, iar Orton a pierdut după intervenția The Fiend. În următorul episod de Raw, The Fiend l-a atacat din nou pe Orton și a fost programat un meci între ei pentru WrestleMania 37. În noaptea a 2-a a evenimentului din 11 aprilie, Orton l-a învins pe The Fiend după ce Bliss s-a întors împotriva lui The Fiend distrăgându-i atenția, permițându-i lui Orton să-i aplice un RKO și să-l numere pentru victorie.

## În Wrestling

### Manevre de final
- RKO: 2003-prezent
- Running Punt Kick: 2007-2012; rar folosită după aceea.

### Manevre semnătură
- Spike DDT

- Randy Orton Stomp

### Manageri
- Ric Flair
- Bob Orton, Jr.(tatăl său)
- Lita
- Triple H
- Stacy Keibler

### Porecle
- The Apex Predator
- The Legend Killer
- The Viper

## Centuri deținute
- World Heavyweight Championship (4 ori)
- WWE Championship (9 ori )
- WWE Intercontinental Championship (1 data)
- World Tag Team Championship (1 data) cu Edge
- SmackDown Tag Team Championship (1 dată) cu Bray Wyatt si Luke Harper
- Royal Rumble (2009,2017)
- Triple Crown Championship (17º)
- Money in the Bank (2013)
- WWE United States Championship (1 data)

1. 1 2  „Randy Orton bio”. Online World of Wrestling. Accesat în 16 iulie 2008.